# Atlético Madryt
Club Atlético de Madrid (wym. [kluβ aðˈletiko ðe maˈðɾið]) – hiszpański klub piłkarski, grający obecnie w Primera División i mający siedzibę w Madrycie. Domowe mecze, od sezonu 2017/2018, rozgrywa na stadionie Civitas Metropolitano, który może pomieścić 68 000 widzów.
Klub został założony 26 kwietnia 1903 roku jako Athletic Club de Madrid, a 20 lutego 1907 roku kierownictwo Athletic Bilbao uznało pełną niezależność klubu z Madrytu. W lidze hiszpańskiej klub zadebiutował 10 lutego 1929 roku. 14 września 1939 połączył się z Aviación Nacional zmieniając nazwę na Athletic Aviación Club de Madrid. W 1942 roku nazwa została zmieniona na Atlético Aviación de Madrid, a 14 stycznia 1947 roku na Club Atlético de Madrid. Ta nazwa obowiązuje do dzisiaj. 2 października 1966 roku klub przeniósł się ze stadionu Estadio Metropolitano do Estadio Vicente Calderón, gdzie grał do końca sezonu 2016/2017.
Zespół należy do najbardziej utytułowanych w Hiszpanii, z 11 tytułami mistrzowskimi i 10 wicemistrzostwami klub zajmuje trzecie miejsce w klasyfikacji drużyn według ilości mistrzostw w Primera División, a biorąc pod uwagę zdobyte punkty klub również zajmuje 3. miejsce z 3597 punktami (stan po sezonie 2018/2019). Poza 10 tytułami mistrzowskimi klub dziesięciokrotnie zdobywał Puchar Króla i pięciokrotnie Superpuchar Hiszpanii. Osiągał także sukcesy w rozgrywkach międzynarodowych: w 1962 roku wygrał Puchar Zdobywców Pucharów, w 1974, 2014 i w 2016 roku grał w finale rozgrywek o Puchar Europy, w 2010 i 2012 klub wygrał Ligę Europy, w tych samych latach zespół zdobywał też Superpuchar Europy. W 1974 roku Atlético wygrywając dwumecz o Puchar Interkontynentalny z argentyńskim Independiente 2:1 zostało najlepszą drużyną klubową świata.
W swojej historii Atlético nosiło wiele przydomków, jak np. „Los Colchoneros” (w dosłownym tłumaczeniu „wytwórcy materacy”), gdyż pierwsze koszulki klubu przypominały wzór materaca. W latach 70. piłkarzy madryckiego klubu nazywano „Los Indios”. Wówczas w kadrze drużyny Atlético było wielu zawodników z Ameryki Południowej. Natomiast z powodu barw klubowych Atlético nazywa się też „Los Rojiblancos”, czyli „czerwono-biali”.

## Historia

### Założenie i początki klubu Atlético

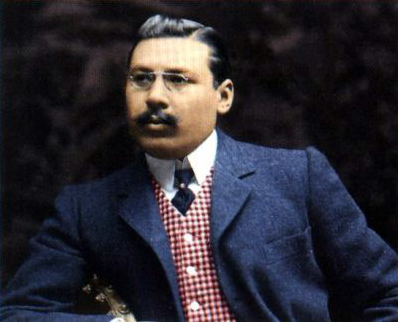
Enrique Allende – pierwszy prezydent klubu.

26 kwietnia 1903 roku grupa studentów szkoły Escuela Especial de Ingenieros de Minas pochodzących z Kraju Basków zdecydowała się założyć nowy klub sportowy w Madrycie. Ramón de Arancibia y Lebarri, Ignacio Gortázar y Manso, Ricardo Gortázar y Manso oraz Manuel de Goyarrola y Alderna mieli w planach utworzyć filialny zespół Athletic Bilbao i nowy twór nazwano Athletic Club de Madrid. Pierwszym prezydentem klubu został Enrique Allende i jeszcze w tym samym roku został zastąpiony przez Eduarda de Achę.
Swoje pierwsze spotkanie Athletic rozegrał 2 maja na boisku w pobliżu dzielnicy Vallecas, przy ulicy Menéndeza Pelayo. Mecz został rozegrany pomiędzy członkami klubu, a arbitrem spotkania był skarbnik Athletic Enrique Goiriki.
Pierwsze stroje drużyny Athletic były w biało-czerwone pasy, a więc inne niż macierzystego Athletic Bilbao (czarne lub niebieskie). W 1904 roku Athletic po raz pierwszy wystąpił przeciwko drużynie Athletic Bilbao, ale wynik meczu nie jest znany. Natomiast 28 lutego 1905 roku rozegrano drugie spotkanie pomiędzy tymi klubami, które zakończyło się remisem 1:1.
20 lutego 1907 roku kierownictwo Athletic Bilbao uznało pełną niezależność madryckiego Athletiku. Dokument podpisał prezydent tego drugiego zespołu Eduardo de Acha. Zostało ono również oficjalnie zaakceptowane przez Hiszpański Związek Piłki Nożnej. W tym samym roku nastąpił również wybór nowego prezydenta klubu. Został nim Ricardo de Gondra. Dzięki podpisanemu porozumieniu z klubem z Bilbao, Athletic Club de Madrid mógł występować w rozgrywkach o Puchar Króla, jedynych wówczas rozgrywkach w całym kraju.

### Lata 1910–1919: Początkowe lata funkcjonowania klubu
W 1911 roku zmieniono po raz pierwszy barwy zespołu. Biało-niebieskie stroje zostały zastąpione przez czerwono-białe paski, których używano wówczas do produkcji materacy. Stąd też wywodzi się przydomek Atlético – „Los Colchoneros”. 22 grudnia 1911 piłkarze Athletic rozegrali swój pierwszy mecz w nowych barwach o Puchar Manuela Rodrígueza Arzuagi. W 1912 roku nastąpiła kolejna zmiana na stanowisku prezydenta klubu. Ramóna de Cárdenasa zastąpił Julián Ruete.
Ruete wsławił się owocnymi próbami wybudowania nowego stadionu dla Athletic i ostatecznie zespół przeniósł się z Ronda Vallecas na Campo de O’Donnell. 9 lutego 1913 roku rozegrano na nim pierwsze spotkanie. Obiekt ten liczył 10 tysięcy widzów.
W 1916 roku Athletic dotarł do finału mistrzostw Hiszpanii a w drużynie brylowali wówczas tacy zawodnicy jak Beguiristain, Iturbe, Belaunde, Buylla, Villaverde i Muguruza. W finałowym meczu zespół Athletic uległ jednak Realowi Madryt 2:3. Po tym nieudanym spotkaniu kilku czołowych zawodników odeszło z klubu i do 1918 roku trwała przebudowa składu. W 1919 roku trenerem został Anglik Frederick Pentland, który utworzył drużynę rezerw. W tym samym roku nastąpiła także kolejna zmiana na stanowisku zarządcy klubu – Ruete został zastąpiony przez Álvaro de Aguilara.

### Lata 20.: Gra na stadionie Estadio Metropolitano

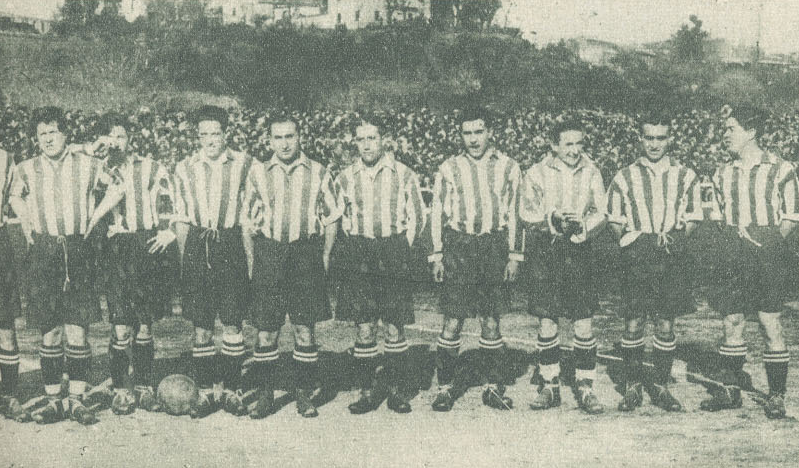
Athletic de Madrid w 1927 roku

Rok 1920 był rokiem Letnich Igrzysk Olimpijskich w Antwerpii, w których reprezentacja Hiszpanii zdobyła srebrny medal. Dostępu do bramki Hiszpanów bronił wówczas bramkarz Athletic Madrid Pancho Belauste. W 1921 roku nastąpiła zmiana trenera i Pentlanda zastąpił jego rodak Hayes. Pod jego wodzą Athletic po raz pierwszy w historii wygrał Campeonato del Centro, czyli regionalne rozgrywki środkowej Hiszpanii.
13 maja 1923 roku zespół Athletic po raz drugi przeniósł się na nowy stadion. Otwarto wówczas Estadio Metropolitano de Madrid. W meczu otwarcia zespół z Madrytu podejmował Real Sociedad i wygrał z nim 2:1. W 1924 roku utworzono w stolicy kraju nowe rozgrywki Copa del Madrid, czyli Puchar Madrytu. W tym samym roku Athletic doszedł do finału tego pucharu, jednak uległ w nim 2:6. W 1925 roku piłkarze „Los Colchoneros” po raz drugi w swojej historii wygrali rozgrywki regionalne. Następnie wystąpili w Pucharze Króla, ale odpadli w półfinale po trzech spotkaniach z FC Barcelona (2:3, 2:1 i 1:2).
W 1926 roku Athletic zajął 2. miejsce w Campeonato del Centro, jednak na skutek nowych przepisów dotyczących liczby uczestników Pucharu Hiszpanii wystąpił w tym pucharze. Zespół z Madrytu dotarł do finału, a w nim spotkał się z FC Barcelona. Zawodnicy Athletic prowadzili 2:0, jednak to piłkarze z Barcelony wygrali 3:2 i zdobyli tamto trofeum.
W 1927 roku w Hiszpanii podejmowano rozmowy na temat utworzenia piłkarskiej ligi, ale kompromis pomiędzy klubami i federacją piłkarską osiągnięto dopiero w 1928 roku. 23 listopada uchwalono, iż liga hiszpańska składać się będzie z dziesięciu drużyn. Sześć z nich mieli stanowić wygrani w turnieju Copa Espana a czterech – najlepsi finaliści tych turniejów. Ostatecznie w skład nowej pierwszej ligi weszły takie kluby jak: Athletic Bilbao, FC Barcelona, Real Madryt, Arenas Getxo, Real Unión Irún, Real Sociedad, Espanyol Barcelona, Athletic Madryt, Europa de Barcelona oraz Racing Santander. Athletic wystąpił w niej dzięki dotarciu do finału Copa Espana, a zespół poprowadził Anglik Frederick Pentland. 10 lutego 1929 roku Athletic rozegrał swój pierwszy mecz w historycznym premierowym sezonie hiszpańskiej ligi, w którym pokonał 3:2 na wyjeździe Arenas Getxo. Bramki dla „Los Colchoneros” w tym spotkaniu zdobyli Palacios, Marin i Cosme. Na koniec sezonu 1929/1930 Athletic zajął 4. miejsce w lidze, a w 1930 roku zakończył sezon na ostatnim miejscu i spadł do drugiej ligi.
W latach 20. dwukrotnie dochodziło do zmiany prezydenta klubu. W 1923 roku Juliána Ruete zastąpił Juan de Estefanía, a w 1926 roku jego miejsce zajął Luciano Urquijo, który sprawował władzę do 1931 roku.

### Lata 30.: Fuzja z Aviación Nacional i problemy finansowe
W drugiej lidze zespół Athletic grał przez cztery lata. Już w 1931 roku był bliski powrotu do pierwszej ligi, jednak zajął wówczas drugie miejsce za Valencią, a do pierwszej ligi wchodziła tylko jedna drużyna. Jeszcze w tym samym roku wymieniono cały zarząd, a na stanowisku prezydenta Luciano Urquijo został zastąpiony przez Rafaela Gonzáleza.
Jednym z pierwszych posunięć Gonzáleza było zatrudnienie na stanowisku trenera Antonia de Miguela. Jednak w sezonie 1932/1933 drużyna znów zajęła 2. miejsce, tym razem tracąc dystans trzech punktów do Realu Oviedo. Również i w 1934 roku zespół z Madrytu był drugi w lidze za Sevillą. Jednak 16 lipca 1934 Hiszpański Związek Piłki Nożnej postanowił powiększyć pierwszą ligę Hiszpanii z 10 do 12 zespołów i dzięki tej decyzji Athletic powrócił w szeregi pierwszoligowców. W najwyższej klasie rozgrywkowej w kraju zawodnicy „Los Rojiblancos” spędzili jednak tylko dwa sezony. W 1935 roku zajęli w niej 7. miejsce, jednak w 1936 roku, po zmianie trenera Pentlanda na Josepa Samitiera, zakończyli sezon na przedostatniej 11. pozycji oznaczającej kolejną degradację do drugiej ligi.
W 1936 roku nowym prezydentem klubu został José María Fernández, w Hiszpanii zaś wybuchła wojna domowa. Z tego też powodu związek piłki nożnej zawiesił wszystkie rozgrywki sportowe w kraju na okres trzech lat. W 1939 roku rozgrywki ligi piłkarskiej zostały przywrócone, jednak zespół Athletic przeżywał duże kłopoty finansowe. Wystąpiły kłopoty zarówno ze znalezieniem środków na wypłaty dla zawodników, ale także na sprawy związane z organizacją i funkcjonowaniem klubu. Początkowo zdecydowano, że zespół nie przystąpi do rozgrywek drugiej ligi, jednak 14 września 1939 postanowiono podpisać umowę, w wyniku której zespół Athletic połączył się z drużyną Hiszpańskich Sił Powietrznych, grającą w lokalnych rozgrywkach okręgu madryckiego. Oficjalna rejestracja nowego klubu nastąpiła 4 października 1939, a nowy twór nazwano Athletic Aviación Club de Madrid. Zmieniono także klubowe logo, do którego dodano skrzydła symbolizujące wojska powietrzne.
Athletic Aviación nie przystąpił jednak, jak pierwotnie planowano, do rozgrywek drugiej ligi i został przesunięty do Primera División. Powodem tego było zniszczenie na skutek wojny stadionu pierwszoligowego wówczas Realu Oviedo, który na rok zawiesił grę w rozgrywkach ligowych. Athletic Aviación rozegrał więc baraż o udział w pierwszej lidze z drużyną Osasuny i 26 listopada w Walencji pokonał 3:1 ekipę z Nawarry.

### Lata 40.: Zmiany nazwy i pierwsze tytuły mistrzowskie
Sezon 1939/1940 był pierwszym po wojnie domowej. Zespół Athletic, prowadzony przez legendarnego trenera Ricarda Zamorę, do końca sezonu walczył o mistrzostwo kraju i ostatecznie 28 kwietnia 1940 dzięki zwycięstwu 2:0 nad Valencią zapewnił sobie pierwszy w historii tytuł mistrzowski.
W sezonie 1940/1941 na krótko zespół objął Ramón Lafuente, ale potem na stanowisko trenera powrócił Zamora, który doprowadził zawodników Athletic Aviación do drugiego z rzędu mistrzostwa kraju. Największy udział w tym sukcesie miał napastnik Pruden, który z 30 golami na koncie został królem strzelców ligi, będąc tym samym pierwszym zawodnikiem „Los Colchoneros”, który tego dokonał. Pruden nie przedłużył jednak kontraktu z Athletic Aviación i po sezonie odszedł do Salamanki. W 1942 roku zespół pod wodzą Zamory nie obronił tytułu mistrzowskiego i zajął 3. miejsce w lidze. Rok wcześniej nowym prezydentem został Manuel Gallego, który zastąpił Luisa Navarro. W tym samym roku głowa państwa hiszpańskiego generał Francisco Franco wydał dekret, który zakazał drużynom sportowym używania nazw wywodzących się z obcych języków, toteż nazwa Athletic Aviación Club de Madrid została zastąpiona przez Atlético Aviación de Madrid.
W 1943 roku zespół Zamory nie odniósł sukcesu w lidze i zajął 8. miejsce w Primera División. Po sezonie postanowiono przebudować skład i w 1944 roku drużyna Atlético Aviación wywalczyła wicemistrzostwo Hiszpanii, w tabeli ustępując jedynie Valencii. Z kolei w 1945 roku „Los Colchoneros” zakończyli sezon na 3. pozycji, ale w 1946 ponownie wylądowali poza podium (na 7. miejscu). 14 stycznia 1947 roku zmieniono po raz kolejny nazwę klubu. Atlético Aviación de Madrid została zastąpiona przez Club Atlético de Madrid, która obowiązuje do dziś. Powodem zmiany nazwy było wycofanie się Sił Powietrznych z finansowania klubu. Oprócz przemianowania dokonano także zmiany loga klubu na to, które obowiązuje do dziś. W tym samym roku nowym prezydentem klubu został Cesáreo Galindez, który sprawował swoją funkcję do 1952 roku.

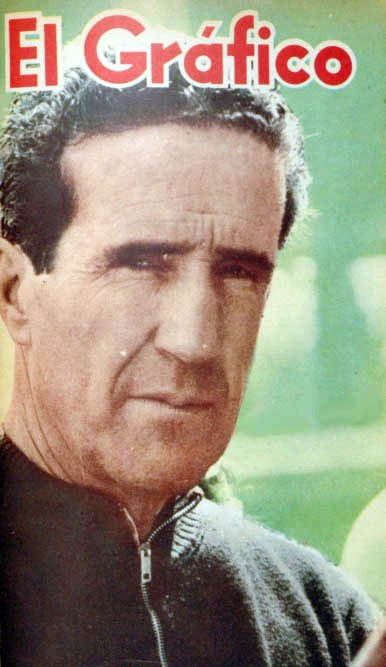
Helenio Herrera zdobył 2 mistrzostwa Hiszpanii jako trener Atlético.

Przed sezonem 1947/1948 Atlético dokonało najdroższego wówczas transferu w Hiszpanii. Za 450 tysięcy peset pozyskało pomocnika Antonia Vidala. Zespół zajął 3. miejsce w lidze, ale dużym sukcesem było zwycięstwo na własnym stadionie w meczu z odwiecznym rywalem Realem Madryt. Atlético pokonało Real 5:0 po bramkach Adriána Escudero, Francisco Camposa, dwóch José Juncosy i jednej Vidala. Latem 1948 do Atlético przeszedł jeden z najlepszych wówczas bramkarzy francuskich Marcel Domingo a także Marokańczyk Larbi Ben Barek. W 1949 roku Atlético zajęło 4. miejsce w lidze, a Vidal doznał ciężkiej kontuzji, przez co musiał zakończyć piłkarską karierę. Latem 1949 trenerem klubu został Argentyńczyk Helenio Herrera, który w 1950 roku doprowadził Atlético do zdobycia trzeciego, pierwszego od 9 lat, tytułu mistrzowskiego.

### Lata 50.: Kolejne mistrzostwa i historyczne mecze
W sezonie 1950/1951 trener Herrera ponownie doprowadził Atlético do wywalczenia tytułu mistrzowskiego a najwięcej bramek w zespole zdobyło trio Adrián Escudero – Larbi Ben Barek – José Luis Pérez-Payá. W 1952 roku zespół na skutek problemów kadrowych zakończył rozgrywki ligowe na 4. pozycji i nie zdołał obronić mistrzowskiego tytułu. W kolejnych sezonach zespół był jednak w cieniu Realu Madryt oraz FC Barcelona i o miano trzeciego zespołu w kraju walczył z baskijskim Athletic Bilbao. Jednak zarówno w 1953, 1954, jak i 1955 roku zawodnicy Atlético spisywali się dużo słabiej niż w poprzednich sezonach i zajęli odpowiednio 7., 8. i 9. miejsce w rozgrywkach ligowych. Dodatkowo 5 grudnia 1954 zespół doznał najwyższej porażki w swojej historii, gdy na Estadio Balaídos uległ Celcie Vigo aż 1:8. W 1955 roku doszło też do zmian władz klubu – nowym prezydentem wybrano Javiera Barroso, który pracował w klubie blisko 9 lat.
Sezon 1955/1956 był lepszy w wykonaniu Atlético, które zajęło 5. pozycję w lidze. 11 września 1955 pobiło swój klubowy rekord, gdy na Estadio Metropolitano pokonał 9:0 Hérculesa Alicante. Po trzy gole zdobyli wówczas Escudero oraz Francisco Molina. W 1957 roku klub nie poprawił swojej pozycji i ponownie był piąty w lidze. Nowym trenerem klubu został Słowak Ferdinand Daučík, który rok później wywalczył z „Los Rojiblancos” wicemistrzostwo Hiszpanii.
W 1958 roku Daučík sprowadził do Atlético mistrza świata z tego samego roku, Brazylijczyka Vavę, który spędził w „Los Colchoneros” trzy sezony. Jesienią madrycki klub wystąpił w rozgrywkach Pucharze Mistrzów, gdyż Real Madryt wygrał poprzednią edycję tego pucharu i UEFA zezwoliła na występ Atlético jako wicemistrza Hiszpanii. W debiutanckim meczu Hiszpanie pokonali aż 8:0 irlandzki Drumcondra FC, a w rewanżu wygrali 5:1. W 1/8 finału Atlético wyeliminowało bułgarski CDNA Sofia, a w ćwierćfinale spotkało się z niemieckim FC Schalke 04. Po zwycięstwie 3:0 i remisie 1:1 awansowało do 1/2 finału najważniejszych rozgrywek w Europie. Tam natrafiło na rywala zza miedzy – Real Madryt. Po zaciętych bojach ostatecznie odpadło dopiero po trzecim spotkaniu, przegranym na La Romareda w Saragossie 1:2. W czerwcu 1959 to właśnie Real wywalczył Puchar Europy.

### Lata 60.: Triumf w Pucharze Zdobywców Pucharów
W 1960 roku Daučík nie odniósł sukcesu w lidze i doprowadził drużynę Atlético do 5. miejsca. Zespół „Los Colchoneros” doszedł jednak do finału Pucharu Hiszpanii i w nim spotkał się z Realem Madryt. Po golach Miguela Jonesa, Joaquína Peiró i Enrique Collara „czerwono-biali” wygrali 3:1 i po raz pierwszy w historii sięgnęli po hiszpański puchar.
W 1960 roku drużynę przejął hiszpański szkoleniowiec José Villalonga, który poprzednio trenował Real Madryt i zdobył z nim w 1956 i 1957 roku Puchar Mistrzów. Villalonga wywalczył z Atlético wicemistrzostwo kraju a w Pucharze Króla doprowadził zespół do zwycięstwa nad „Królewskimi”. Piłkarze „Los Rojiblancos” tym razem zwyciężyli 3:2 – dwie bramki zdobył Peiró, a jedną Mendonça. W sezonie 1961/1962 Atlético wystąpiło w rozgrywkach powstałego rok wcześniej Pucharu Zdobywców Pucharów. W rundzie eliminacyjnej Hiszpanie okazali się lepsi od francuskiego CS Sedan (3:2, 4:1), w pierwszej rundzie wyeliminowali angielski Leicester City (2:0, 1:1), by potem kolejno uporać się z Werderem Brema z RFN (3:1, 1:1) i Motorem Jena z NRD (4:0, 1:0). W finale „Los Colchoneros” trafili na włoską Fiorentinę. W pierwszym meczu na Hampden Park w Glasgow padł remis 1:1 po golach Peiró i Szweda Kurta Hamrina dla „Violi”. Do rozstrzygnięcia potrzebny był więc dodatkowy mecz, który na Neckarstadion w Stuttgarcie wygrali gracze Atlético. Dzięki golom Jonesa, Mendonçy i Peiró zwyciężyli 3:0, zdobywając tym samym pierwsze europejskie trofeum w swojej historii.
Finał Pucharu Zdobywców Pucharów
| 10 maja 1962 | Atlético Madryt | 1:1(1:1) | AC Fiorentina | Hampden Park, Glasgow Widzów: 27 000 Sędzia: Thomas Warton (Szkocja) |
| 10 maja 1962 | Joaquín Peiró 11' | 1:1(1:1) | Kurt Hamrin 27' | Hampden Park, Glasgow Widzów: 27 000 Sędzia: Thomas Warton (Szkocja) |
| Edgardo Madinabeytia – Feliciano Rivilla, Isacio Calleja, Ramiro Rodrigues, Antonio Chuzo – Jesús Glaría, Miguel Jones – Adelardo Rodríguez, Mendonça, Joaquín Peiró, Enrique Collar (kapitan); Trener: José Villalonga | Edgardo Madinabeytia – Feliciano Rivilla, Isacio Calleja, Ramiro Rodrigues, Antonio Chuzo – Jesús Glaría, Miguel Jones – Adelardo Rodríguez, Mendonça, Joaquín Peiró, Enrique Collar (kapitan); Trener: José Villalonga |          | Giuliano Sarti – Alberto Orzan (kapitan), Sergio Castelletti, Amilcaro Ferretti, Piero Gonfiantini – Claudio Rimbaldo, Kurt Hamrin, Can Bartu – Aurelio Milani, Lucio Dell'Angelo, Gianfranco Petris; Trener: Nándor Hidegkuti | Giuliano Sarti – Alberto Orzan (kapitan), Sergio Castelletti, Amilcaro Ferretti, Piero Gonfiantini – Claudio Rimbaldo, Kurt Hamrin, Can Bartu – Aurelio Milani, Lucio Dell'Angelo, Gianfranco Petris; Trener: Nándor Hidegkuti |

Finał Pucharu Zdobywców Pucharów (powtórka)
| 5 września 1962 | Atlético Madryt | 3:0(2:0) | AC Fiorentina | Neckarstadion, Stuttgart Widzów: 38 000 Sędzia: Kurt Tschenscher (Niemcy) |
| 5 września 1962 | Miguel Jones 8' · Mendonça 27' · Joaquín Peiró 59' | 3:0(2:0) | | Neckarstadion, Stuttgart Widzów: 38 000 Sędzia: Kurt Tschenscher (Niemcy) |
| Edgardo Madinabeytia – Feliciano Rivilla, Isacio Calleja, Ramiro Rodrigues, Bernardo Griffa – Jesús Glaría, Miguel Jones – Adelardo Rodríguez, Mendonça, Joaquín Peiró, Enrique Collar (kapitan); Trener: José Villalonga | Edgardo Madinabeytia – Feliciano Rivilla, Isacio Calleja, Ramiro Rodrigues, Bernardo Griffa – Jesús Glaría, Miguel Jones – Adelardo Rodríguez, Mendonça, Joaquín Peiró, Enrique Collar (kapitan); Trener: José Villalonga |          | Enrico Albertosi – Alberto Orzan (kapitan), Sergio Castelletti, Vincenzo Robotti, Saul Malatrasi – Rino Marchesi, Kurt Hamrin, Amilcaro Ferretti, Aurelio Milani – Lucio Dell'Angelo, Gianfranco Petris; Trener: Nándor Hidegkuti | Enrico Albertosi – Alberto Orzan (kapitan), Sergio Castelletti, Vincenzo Robotti, Saul Malatrasi – Rino Marchesi, Kurt Hamrin, Amilcaro Ferretti, Aurelio Milani – Lucio Dell'Angelo, Gianfranco Petris; Trener: Nándor Hidegkuti |

W sezonie 1962/1963 zespół pod wodzą Rafaela Garcíi Tinte został czwarty raz w historii wicemistrzem kraju. Sukces osiągnął także w Pucharze Zdobywców Pucharów, w którym wystąpił jako obrońca trofeum. W pierwszej rundzie dwukrotnie pokonał maltański Hibernians Paola (4:0, 1:0), a w drugiej zwyciężył w dwumeczu z bułgarskim Botewem Płowdiw (1:1, 4:0). Z kolei w półfinale Hiszpanie okazali się lepsi od niemieckiego 1. FC Nürnberg (1:2, 2:0) i tym samym Atlético drugi raz z rzędu doszło do finału PZP. W nim nie dało jednak rady angielskiemu Tottenhamowi Hotspur prowadzonemu przez Billa Nicholsona. Uległo 1:5, a bohaterami spotkania byli strzelcy dwóch goli Jimmy Greaves i Terry Dyson.
Finał Pucharu Zdobywców Pucharów
| 15 września 1963 | Tottenham Hotspur | 5:1(2:0) | Atlético Madryt | De Kuip, Rotterdam Widzów: 49 143 Sędzia: Andries van Leeuwen (Holandia) |
| 15 września 1963 | Jimmy Greaves 16', 80' · John White 35' · Terry Dyson 67', 85' | 5:1(2:0) | Enrique Collar 47' (k.) | De Kuip, Rotterdam Widzów: 49 143 Sędzia: Andries van Leeuwen (Holandia) |
| Bill Brown – Peter Baker, Maurice Norman, Ron Hendry, Danny Blanchflower (kapitan) – Tony Marchi, Cliff Jones – John White, Bobby Smith, Jimmy Greaves, Terry Dyson; Trener: Bill Nicholson | Bill Brown – Peter Baker, Maurice Norman, Ron Hendry, Danny Blanchflower (kapitan) – Tony Marchi, Cliff Jones – John White, Bobby Smith, Jimmy Greaves, Terry Dyson; Trener: Bill Nicholson |          | Edgardo Madinabeytia – Feliciano Rivilla, Bernardo Griffa, José Antonio Rodríguez, Ramiro Rodrigues – Jesús Glaría, Miguel Jones – Adelardo Rodríguez, Antonio Chuzo, Mendonça, Enrique Collar (kapitan); Trener: Sabino Barinaga | Edgardo Madinabeytia – Feliciano Rivilla, Bernardo Griffa, José Antonio Rodríguez, Ramiro Rodrigues – Jesús Glaría, Miguel Jones – Adelardo Rodríguez, Antonio Chuzo, Mendonça, Enrique Collar (kapitan); Trener: Sabino Barinaga |

W 1964 roku nowym prezesem klubu został Vicente Calderón, który zastąpił Javiera Barroso. Jednym z pierwszych posunięć Calderóna było zatrudnienie Węgra Otto Bumbela jako trenera zespołu, ale w 1965 roku został on zmieniony przez Domèneca Balmanyę. Jeszcze wiosną tego roku drużyna dotarła do półfinału Pucharu Miast Targowych, w którym natrafiła na włoski Juventus F.C. W Madrycie Atlético wygrało 3:1, jednak w Turynie tyle samo wygrało „Juve”. Trzeci dodatkowy mecz nie został jednak rozegrany na neutralnym boisku, lecz ponownie w Turynie i Juventus wygrał 3:1, dzięki czemu awansował do finału. W tym samym roku „czerwono-biali” wywalczyli wicemistrzostwo kraju, a także zdobyli swój trzeci w historii Puchar Hiszpanii po pokonaniu Realu Saragossa 2:0.
W sezonie 1965/1966 pod wodzą Balmanyi Atlético odpadło w ćwierćfinale Pucharu Zdobywców Pucharów po dwumeczu z Borussią Dortmund (1:1, 0:1), jednak w rozgrywkach ligowych to właśnie gracze z Madrytu okazali się najlepsi i po 14 latach ponownie zostali mistrzami Hiszpanii. Był to też ostatni sezon, w którym zawodnicy „Los Rojiblancos” domowe mecze rozgrywali na stadionie Estadio del Metropolitano. 2 października 1966 roku dokonano otwarcia nowego obiektu Estadio del Manzanares, mogącym pomieścić blisko 62 tysiące widzów. W meczu inauguracyjnym Atlético zremisowało 1:1 z Valencią. W kolejnych sezonach Atlético nie odnosiło jednak sukcesów w lidze i do końca lat 60. zajmowało miejsca poza pierwszą trójką. Jedynym osiągnięciem w tym okresie był sukces indywidualny napastnika José Eulogio Gárate, który w sezonie 1968/1969 z 14 zdobytymi bramkami został królem strzelców hiszpańskiej ligi.

### Lata 70.: Finał Pucharu Europy w Brukseli
Latem 1969 roku na stanowisku trenera drużyny zatrudniono byłego zawodnika Atlético – Marcela Domingo. W rozgrywkach Primera División zespół pod wodzą nowego szkoleniowca spisał się na tyle udanie, że wywalczył mistrzostwo Hiszpanii, a napastnicy klubu José Eulogio Gárate (zdobył Trofeo Pichichi także rok później) i Luis Aragonés z 16 golami na koncie zostali współkrólami strzelców ligi. W sezonie 1970/1971 zespół nie obronił mistrzowskiego tytułu i zakończył ligę na 3. pozycji, a w Pucharze Mistrzów dotarł do półfinału, jednak odpadł z niego po dwumeczu z późniejszym triumfatorem tych rozgrywek, holenderskim Ajaksem Amsterdam (1:0, 0:3). 14 lipca 1971 roku stadion Estadio del Manzanares został przemianowany na cześć ówczesnego prezydenta klubu Vicente Calderóna. W 1972 roku zespół zakończył ligę na 4. pozycji, ale dotarł do finału Pucharu Hiszpanii. Na Estadio Santiago Bernabéu Atlético zwyciężyło 2:1 z Valencią, a gole dla „czerwono-białych” zdobyli Gárate i Ignacio Salcedo.
W 1973 roku nowym szkoleniowcem Atlético został Austriak Maximilian Merkel, który doprowadził „Los Colchoneros” do wywalczenia siódmego w historii klubu tytułu mistrza Hiszpanii. Latem Merkel został jednak zastąpiony przez argentyńskiego szkoleniowca Juana Carlosa Lorenzo, który przybył do Madrytu z Club Atlético San Lorenzo de Almagro. W pierwszej rundzie Pucharu Mistrzów Atlético pokonało turecki Galatasaray SK, wygrywając dopiero po dogrywce w drugim spotkaniu. W kolejnych rundach mistrzom Hiszpanii wiodło się dużo lepiej. Najpierw w 1/8 finału wyeliminowali rumuńskie Dinamo Bukareszt (2:0, 2:2), a w ćwierćfinale jugosłowiańską Crveną Zvezdę Belgrad (2:0, 0:0). Z kolei półfinał Hiszpanie także przeszli bez straty gola, okazując się lepszym od szkockiego Celticu (0:0, 2:0). 15 maja w finale na stadionie Heysel w Brukseli Atlético podejmowało niemiecki Bayern Monachium. W 114. minucie spotkania po golu Luisa Aragonésa z rzutu wolnego „Los Rojiblancos” objęli prowadzenie, jednak w 119. minucie wyrównał Hans-Georg Schwarzenbeck i do rozstrzygnięcia potrzebne było dodatkowe spotkanie. Dwa dni później na tym samym stadionie piłkarze znad Manzanares zagrali dużo słabiej i ulegli Niemcom aż 0:4, a bohaterami spotkania zostali Uli Hoeneß, i Gerd Müller, którzy zdobyli dla Bayernu po dwa gole.
Finał Pucharu Mistrzów
| 15 maja 1974 | Bayern Monachium | 1:1(0:0, 0:0) | Atlético Madryt | Heysel, Bruksela Widzów: 48 772 Sędzia: Alfred Delcourt (Belgia) |
| 15 maja 1974 | Hans-Georg Schwarzenbeck 119' | 1:1(0:0, 0:0) | Luis Aragonés 114' | Heysel, Bruksela Widzów: 48 772 Sędzia: Alfred Delcourt (Belgia) |
| Sepp Maier – Johnny Hansen, Paul Breitner, Hans-Georg Schwarzenbeck, Franz Beckenbauer (kapitan) – Franz Roth, Rainer Zobel, Uli Hoeneß, Conny Torstensson ('76 Bernd Dürnberger) – Gerd Müller, Jupp Kapellmann; Trener: Udo Lattek | Sepp Maier – Johnny Hansen, Paul Breitner, Hans-Georg Schwarzenbeck, Franz Beckenbauer (kapitan) – Franz Roth, Rainer Zobel, Uli Hoeneß, Conny Torstensson ('76 Bernd Dürnberger) – Gerd Müller, Jupp Kapellmann; Trener: Udo Lattek |               | Miguel Reina – Francisco Melo, José Luis Capón, Adelardo Rodríguez, Ramón Heredia – Luis Aragonés (kapitan), Eusebio Bejarano, Javier Irureta, Armando Ufarte ('69 Heraldo Becerra) – José Eulogio Gárate, Ignacio Salcedo ('90 Alberto Fernández); Trener: Juan Carlos Lorenzo. | Miguel Reina – Francisco Melo, José Luis Capón, Adelardo Rodríguez, Ramón Heredia – Luis Aragonés (kapitan), Eusebio Bejarano, Javier Irureta, Armando Ufarte ('69 Heraldo Becerra) – José Eulogio Gárate, Ignacio Salcedo ('90 Alberto Fernández); Trener: Juan Carlos Lorenzo. |

Finał Pucharu Mistrzów (powtórka)
| 17 maja 1974 | Bayern Monachium | 4:0(1:0) | Atlético Madryt | Heysel, Bruksela Widzów: 23 325 Sędzia: Alfred Delcourt (Belgia) |
| 17 maja 1974 | Uli Hoeneß 28', 83' · Gerd Müller 68', 71' | 4:0(1:0) | | Heysel, Bruksela Widzów: 23 325 Sędzia: Alfred Delcourt (Belgia) |
| Sepp Maier – Johnny Hansen, Paul Breitner, Hans-Georg Schwarzenbeck, Franz Beckenbauer (kapitan) – Franz Roth, Rainer Zobel, Uli Hoeneß, Conny Torstensson – Gerd Müller, Jupp Kapellmann; Trener: Udo Lattek | Sepp Maier – Johnny Hansen, Paul Breitner, Hans-Georg Schwarzenbeck, Franz Beckenbauer (kapitan) – Franz Roth, Rainer Zobel, Uli Hoeneß, Conny Torstensson – Gerd Müller, Jupp Kapellmann; Trener: Udo Lattek |          | Miguel Reina – Francisco Melo, José Luis Capón, Adelardo Rodríguez ('61 Domingo Benegas), Ramón Heredia – Luis Aragonés (kapitan), Eusebio Bejarano, Heraldo Becerra – Alberto Fernández José Eulogio Gárate, Ignacio Salcedo ('65 Armando Ufarte); Trener: Juan Carlos Lorenzo. | Miguel Reina – Francisco Melo, José Luis Capón, Adelardo Rodríguez ('61 Domingo Benegas), Ramón Heredia – Luis Aragonés (kapitan), Eusebio Bejarano, Heraldo Becerra – Alberto Fernández José Eulogio Gárate, Ignacio Salcedo ('65 Armando Ufarte); Trener: Juan Carlos Lorenzo. |

Kibicom Atlético na pocieszenie pozostało wywalczone wicemistrzostwo kraju. W 1974 roku to Luis Aragonés został szkoleniowcem drużyny z Estadio Vicente Calderón. Pod koniec roku Bayern Monachium, jako zwycięzca Pucharu Europy, zrezygnował z walki o udział w Pucharze Interkontynentalnym i w jego miejsce FIFA wyznaczyła właśnie Atlético. W Madrycie Hiszpanie pokonali 3:0 argentyńskie Independiente, a w Buenos Aires ulegli tylko 0:1 i zdobyli swoje drugie międzynarodowe trofeum. W 1975 roku Aragonés dotarł z drużyną do finału Pucharu Hiszpanii, jednak Atlético uległo po serii rzutów karnych Realowi Madryt. Z kolei w 1976 roku zajął 3. miejsce w La Liga, a w Pucharze Króla jego podopieczni pokonali 1:0 w finale Real Saragossa. Zwycięskiego gola zdobył wówczas Gárate.
W sezonie 1976/1977 Aragonés doprowadził Atlético do półfinału Pucharu Zdobywców Pucharów, z którego Hiszpanie eliminowali kolejno Rapid Wiedeń, Hajduk Split, Lewski Sofia i odpadli dopiero po dwumeczu z Hamburger SV (3:1, 0:3). W tym samym roku gracze z Madrytu sięgnęli też po swój ósmy w historii tytuł mistrzowski. W sezonie 1978/1979 roku zespół pod wodzą trenera Ferenca Szuszy odpadł w ćwierćfinale Pucharu Mistrzów po grze z Club Brugge, a i w lidze nie odniósł większych sukcesów, zajmując jedynie 3. pozycję w tabeli Primera División.

### Lata 80.: Początek Ery Jesúsa Gila

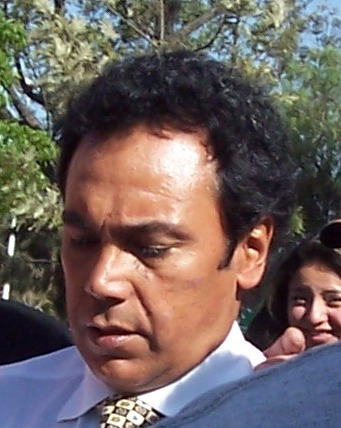
Meksykanin Hugo Sánchez, zdobywca Trofeo Pichichi w 1985 roku.

Sezon 1979/1980 rozegrany pod wodzą trenera Luisa Aragonésa nie był dla Atlético udany, w efekcie czego zespół zajął dopiero 13. miejsce w Primera División. Klub szybko odpadł też z europejskich pucharów i już w pierwszej rundzie Pucharu UEFA został wyeliminowany przez Dynamo Drezno z NRD. Jeszcze w trakcie sezonu zwolniony został Aragonés, a latem 1980 zatrudniono José Luisa Garcíę Traida. W tym samym roku swoją prezydenturę zakończył Vicente Calderón, a jego miejsce zajął najpierw Ricardo Irezábal, a następnie Alfonso Cabeza. Pod przewodnictwem trenera Garcii Traida zespół odbudował formę i w 1981 roku był już trzeci w lidze, dzięki czemu jesienią ponownie wystąpił w rozgrywkach Pucharu UEFA. W nich jednak nastąpiło kolejne rozczarowanie, gdy „Los Colchoneros” zakończyli grę na pierwszej rundzie po meczu z portugalską Boavistą Porto (1:4, 3:1). W lidze García Traid zajął z Atlético 8. lokatę i został zastąpiony przez Aragonésa. Z kolei nowym-starym prezydentem został Calderón. W sezonie 1982/1983 – w porównaniu do poprzedniego – forma piłkarzy wzrosła i na wiosnę 1983 „Los Rojiblancos” zakończyli go na 3. pozycji, 4 punkty za mistrzem kraju – Athletic Bilbao.
Sezon 1983/1984 nie przyniósł poprawy gry zawodników Atlético w europejskich pucharach. Trzeci raz z rzędu odpadli oni w pierwszej rundzie, tym razem ulegając holenderskiemu FC Groningen (2:1, 0:3). W Primera División drużyna spisała się lepiej i dzięki czwartemu miejscu ponownie mogła wystąpić w Pucharze UEFA. Drużyna ponownie odpadła już na początku, jej pogromcą został szwajcarski FC Sion, który wygrał z Hiszpanami dwukrotnie – 1:0 i 3:2. Aragonés doprowadził jednak drużynę do wicemistrzostwa kraju, a po dwóch golach Meksykanina Hugo Sáncheza pokonała ona 2:1 w finale Pucharu Hiszpanii Athletic Bilbao. Meksykanin swój indywidualny sukces osiągnął także w lidze, gdy z 19 golami został królem strzelców. Po sezonie odszedł jednak do odwiecznego rywala zza miedzy – Realu Madryt.
Kolejny start „czerwono-białych” w europejskich pucharach w końcu należał do udanych. W pierwszej rundzie Pucharu Zdobywców Pucharów wyeliminowali szkocki Celtic F.C. (1:1, 2:1), a w kolejnej uporali się z walijskim Bangor City, zwyciężając 2:0 i 1:0. W ćwierćfinale Hiszpanie natrafili na jugosłowiańską Crveną Zvezdę i przeszli także i tę przeszkodę, odnosząc zwycięstwo 2:0 na wyjeździe i remisując 1:1 w Madrycie. Atlético przebrnęło także przez półfinał, dwukrotnie zwyciężając z niemieckim Bayerem Uerdingen (1:0 i 3:2). W finale na Stade de Gerland w Lyonie „Los Colchoneros” podejmowali Dynamo Kijów. Zespół prowadzony przez Walerego Łobanowskiego od 5. minuty prowadził 1:0 po strzale Ołeksandra Zawarowa, a w ostatnich 5 minutach meczu jeszcze dwukrotnie trafiał do siatki Ubaldo Fillola po golach Ołeha Błochina i Wadima Jewtuszenki. Puchar Zdobywców Pucharów pojechał do Kijowa.
Finał Pucharu Zdobywców Pucharów
| 2 maja 1986 | Dynamo Kijów | 3:0(1:0) | Atlético Madryt | Stade de Gerland, Lyon Widzów: 39 000 Sędzia: Franz Wöhrer (Austria) |
| 2 maja 1986 | Ołeksandr Zawarow 5' · Ołeh Błochin 85', Wadim Jewtuszenko 88' | 3:0(1:0) | | Stade de Gerland, Lyon Widzów: 39 000 Sędzia: Franz Wöhrer (Austria) |
| Wiktor Czanow – Serhij Bałtacza ('38 Andrij Bal), Wołodymyr Bezsonow, Ołeh Kuzniecow, Anatolij Demjanenko (kapitan) – Wasilij Rac, Paweł Jakowienko, Iwan Jaremczuk – Ołeksandr Zawarow ('70 Wadim Jewtuszenko), Ihor Biełanow, Ołeh Błochin; Trener: Walery Łobanowski. | Wiktor Czanow – Serhij Bałtacza ('38 Andrij Bal), Wołodymyr Bezsonow, Ołeh Kuzniecow, Anatolij Demjanenko (kapitan) – Wasilij Rac, Paweł Jakowienko, Iwan Jaremczuk – Ołeksandr Zawarow ('70 Wadim Jewtuszenko), Ihor Biełanow, Ołeh Błochin; Trener: Walery Łobanowski. |          | Ubaldo Fillol – Tomás Reñones (kapitan), Juan Arteche, Miguel Ángel Ruiz, Clemente Villaverde – Julio Prieto, Enrique Ramos Quique, Roberto Marina, Jesus Landáburu ('61 Quique Setién) – Luis Cabrera, Jorge da Silva; Trener: Luis Aragonés. | Ubaldo Fillol – Tomás Reñones (kapitan), Juan Arteche, Miguel Ángel Ruiz, Clemente Villaverde – Julio Prieto, Enrique Ramos Quique, Roberto Marina, Jesus Landáburu ('61 Quique Setién) – Luis Cabrera, Jorge da Silva; Trener: Luis Aragonés. |

W latach 80. Atlético ani razu nie zdołało wywalczyć mistrzostwa kraju i tylko raz wygrało Puchar Króla. 24 marca 1987 roku zmarł wielce zasłużony dla klubu prezydent Vicente Calderón. Tymczasową władzę przejął Francisco Castedo, a 27 czerwca odbyły się nowe wybory prezydenta klubu, które wygrał hiszpański polityk Jesús Gil. Jednym z jego pierwszych posunięć było zatrudnienie na stanowisku trenera Césara Luisa Menottiego – byłego selekcjonera reprezentacji Argentyny, który w 1978 roku doprowadził „Albicelestes” do zdobycia mistrzostwa świata – a także Portugalczyka Paulo Futre, czołowego zawodnika w swoim kraju. Został jednak zwolniony w trakcie sezonu z powodu słabszych wyników, ale w 1988 roku pod wodzą kolejnych szkoleniowców drużyna wspięła się do 3. miejsca w La Liga. Latem 1988 Gil sprowadził z Celty Vigo Brazylijczyka Baltazara, który wywalczył tytuł króla strzelców ligi (35 goli), jednak drużyna nie zdołała wywalczyć mistrzostwa i zakończyła sezon na 4. pozycji. Zespół prowadziło aż pięciu szkoleniowców: José María Maguregui, Antonio Briones, potem Anglicy Ron Atkinson i Collin Addison, a następnie ponownie Briones.

### Lata 90: Dziewiąte mistrzostwo kraju

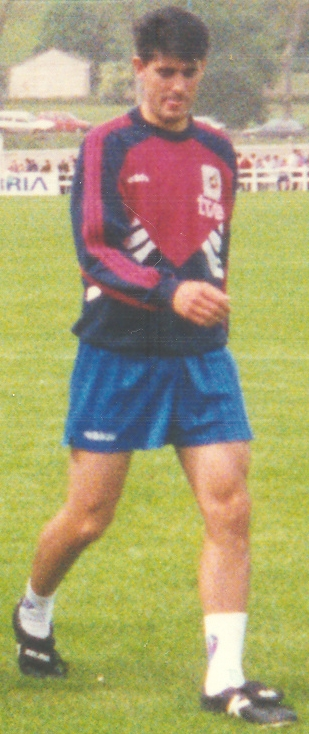
José Caminero, jeden z filarów Atlético w latach 90.

W sezonie 1989/1990 zespół ponownie prowadziło kilku trenerów, w tym późniejszy selekcjoner reprezentacji Hiszpanii Javier Clemente oraz były zawodnik Atlético, Joaquin Peiró. Drużyna zakończyła sezon na 4. miejscu w tabeli i odpadła w pierwszej rundzie Pucharu UEFA po meczach z Fiorentiną. W 1990 roku trenerem klubu został Chorwat Tomislav Ivić, który walczył z „Los Rojiblancos” o tytuł mistrzowski, jednak na koniec sezonu drużyna została wicemistrzem kraju, tracąc do pierwszej Barcelony 10 punktów. Ivić wywalczył też Puchar Hiszpanii, dzięki zwycięstwu 1:0 nad RCD Mallorca w finale po golu Manuela Alfaro w dogrywce. Atlético ponownie słabiej spisało się w pucharach i zostało wyeliminowane w pierwszej rundzie Pucharu UEFA przez rumuńską Politehnikę Timișoara. W 1992 roku Atlético było trzecie w lidze, ale za to ponownie wywalczyło krajowy puchar. W finale pokonało „Królewskich” z Madrytu 2:0, a gole zdobywały gwiazdy zespołu Niemiec Bernd Schuster i Portugalczyk Paulo Futre. W Pucharze Zdobywców Pucharów „czerwono-biali” spisali się lepiej jak przed rokiem. W drugiej rundzie wyeliminowali Manchester United (3:0, 1:1), a w ćwierćfinale odpadli z Club Brugge, tylko dzięki mniej strzelonym golom na wyjeździe (3:2, 1:2).
Kolejne sezony były jednak słabsze w wykonaniu zawodników Atlético. W 1993 roku zespół prowadzony przez Luisa Aragonésa był szósty w lidze, ale dotarł do półfinału Pucharu Zdobywców Pucharów po drodze eliminując Maribor Branik (3:0, 6:1), Trabzonspor (2:0, 0:0) i Olympiakos SFP (3:1, 1:1), a odpadając z późniejszym triumfatorem Parmą (1:2, 1:0). W 1994 roku „Los Colchoneros” ligę zakończyli dopiero na 12. pozycji, a w 1995 roku dopiero na 14. W tym okresie prezydent Jesús Gil kilkukrotnie zmieniał trenerów, a na Estadio Vicente Calderón pracowali tacy szkoleniowcy jak Alfio Basile czy Francisco Maturana.
Sytuacja zmieniła się w 1995 roku, gdy Gil na stanowisku trenera zatrudnił Serba Radomira Anticia. Trzon drużyny stanowili tacy piłkarze jak reprezentanci Hiszpanii pomocnik José Caminero, napastnik Kiko i bramkarz José Francisco Molina, a także Serb Milinko Pantić, Bułgar Ljubosław Penew oraz Argentyńczyk Diego Simeone. Drużyna w tym składzie wywalczyła pierwsze od 19 lat mistrzostwo Hiszpanii, a w kwietniu w finale Pucharu Hiszpanii pokonała 1:0 Barcelonę po golu Panticia. Jesienią 1996 drużyna Anticia zakwalifikowała się do fazy grupowej Ligi Mistrzów, a w swojej grupie zajęła 1. miejsce przed Borussią Dortmund, Widzewem Łódź oraz Steauą Bukareszt. W ćwierćfinale Hiszpanie trafili na AFC Ajax, jednak po remisie 1:1 i porażce 3:4 odpadli z pucharu. W lidze „Los Colchoneros” spisali się słabiej niż przed rokiem i zakończyli sezon na 5. pozycji. Rok później pod wodzą Serba zagrali jeszcze słabiej i tym skończyło się na 7. miejscu. Jedynym sukcesem był sukces indywidualny włoskiego napastnika Christiana Vieriego, który z 24 golami został królem strzelców hiszpańskiej ligi.
Latem 1998 Antić został zwolniony, a w jego miejsce zatrudniono włoskiego trenera wicemistrzów świata z Mistrzostw Świata 1994, Arrigo Sacchiego. W Atlético Sacchi pracował niecały jeden sezon, a zespół był dopiero trzynasty w lidze. W finale Pucharu Króla drużyna przegrała 0:3 z Valencią, a bohaterem spotkania był Claudio López zdobywając dwie bramki.

### Początek XXI wieku: Era Javiera Aguirre

#### Lata 1999–2006

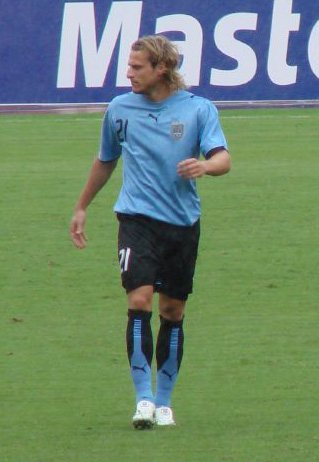
Diego Forlán, jeden z byłych zawodników drużyny

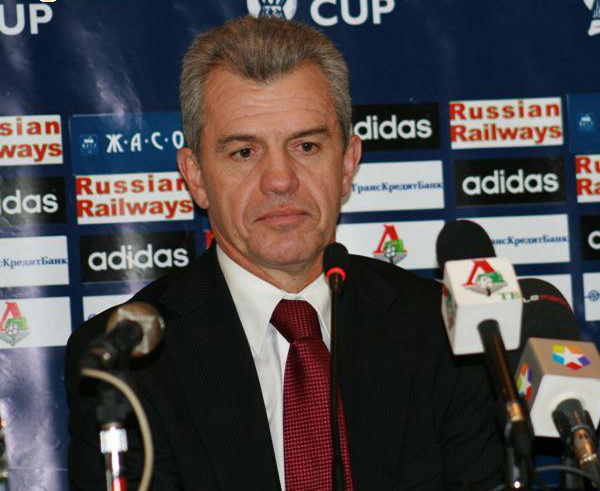
Były szkoleniowiec zespołu-
Javier Aguirre.

Na sezon 1999/2000 Jesús Gil na stanowisku trenera zatrudnił kolejnego Włocha, Claudio Ranieriego. Drużyna pod jego wodzą spisywała się słabo i jeszcze w trakcie sezonu Ranieri został zwolniony. Jego następca, Radomir Antić, nie zdołał uratować zespołu i na koniec sezonu Atlético pierwszy raz od kilkudziesięciu lat spadło do Segunda División. Zespół wystąpił też w finale Pucharu Hiszpanii, ale uległ w nim 1:2 Espanyolowi Barcelona. W rozgrywkach drugiej ligi „czerwono-białych” prowadzili Fernando Zambrano, Marcos Alonso, García Cantarero, ale dopiero w sezonie 2001/2002 Atlético powróciło do Primera División pod wodzą Luisa Aragonésa. Międzyczasie prezydent Gil został na krótko aresztowany w związku z nadużyciami finansowymi, których dopuścił się, gdy pełnił funkcję burmistrza kurortu Marbella. W pierwszym sezonie po powrocie do ekstraklasy klub z Madrytu zajął 11. pozycję, a ze stanowiskiem trenera pożegnał się Aragonés, który odszedł do RCD Mallorca. W 2003 roku Gil zrezygnował ze swojej funkcji; do końca życia zachował jednak pakiet większościowy akcji klubu, a jego syn Miguel Angel został dyrektorem generalnym Atlético.
Nowym prezydentem Atlético wybrano Enrique Cerezo, a nowym szkoleniowcem został Gregorio Manzano, który jednak podobnie jak Aragonés nie odniósł sukcesu w Primera División, a jego drużyna zakończyła sezon na 7. pozycji. Następca Manzano, César Ferrando, był z Atlético dziesiąty w lidze, a w 2005 roku Cerezo zatrudnił Argentyńczyka Carlosa Bianchiego. Bianchi jeszcze w trakcie sezonu został zwolniony po słabych wynikach drużyny, a sezon 2005/2006 dokończył Pepe Murcia.

#### Sezon 2006/2007
Kolejnym trenerem „Los Rojiblancos” został latem 2006 Javier Aguirre, który wraz z Osasuną Pampeluna zajął 4. lokatę w La Liga, najwyższą w historii tego klubu. Na Estadio Vicente Calderón sprowadził on między innymi Portugalczyków Maniche i Costinhę, a także argentyńskiego napastnika Sergio Agüero. W 2007 roku Atlético było siódme w lidze.

#### Sezon 2007/2008
Latem przed sezonem odszedł czołowy strzelec drużyny Fernando Torres. Za 20 milionów funtów trafił on do angielskiego Liverpoolu. Na jego miejsce Aguirre sprowadził za 21 milionów euro byłego króla strzelców hiszpańskiej ligi, Diego Forlána z Villarrealu, a także Simão Sabrosę za 20 milionów euro z Benfiki i José Antonio Reyesa za 12 z Arsenalu. W 2008 roku Aguirre poprzez 4. miejsce zakwalifikował Atlético do eliminacji do Ligi Mistrzów oraz dotarł do 1/16 finału Pucharu UEFA, z którego „Los Colchoneros” odpadli po meczach z Boltonem Wanderers.

#### Sezon 2008/2009
Jesienią Atlético wystąpiło w fazie grupowej LM i w swojej grupie zajęło drugie miejsce za Liverpoolem, a przed Olympique Marsylia oraz PSV Eindhoven. Era Aguirre zakończyła się w pierwszych dniach lutego 2009 roku. Po słabych wynikach zarząd rozwiązał z nim kontrakt. Jego następcą został Abel Resino. W marcu 2009 roku klub odpadł z Ligi Mistrzów po porażce w 1/8 finału z FC Porto.

#### Sezon 2009/2010
Drużyna prowadzona przez nowego trenera Quique Floresa zajęła trzecie miejsce w fazie grupowej Ligi Mistrzów 2009/2010, wyprzedzona przez FC Porto i Chelsea, dające prawo gry w Lidze Europy. Klub wygrał półfinał tych rozgrywek z Liverpoolem dzięki bramce Diego Forlána w dogrywce. W finale o puchar 12 maja 2010 w Hamburgu Atlético po dwóch golach Forlána pokonało 2–1 angielski Fulham F.C., zdobywając pierwszy europejski puchar od 1962 roku. W tym samym sezonie dotarło też do finału Pucharu Króla rozegranego w Barcelonie, 19 maja 2010 przegrywając jednak 2:0 kosztem Sevilli.

#### Sezon 2010/2011
27 sierpnia 2010 drużyna wygrała Superpuchar Europy UEFA, zwyciężając w Monako 2:0 po golach José Antonio Reyesa i Agüero z Interem Mediolan. Flores odszedł z klubu po sezonie 2010/2011, w którym jego zespół odpadł z Ligi Europy po fazie grupowej, a w lidze zajął siódme miejsce, kwalifikujące jednak do gry w Europie.

### 2011– Era Diego Simeone

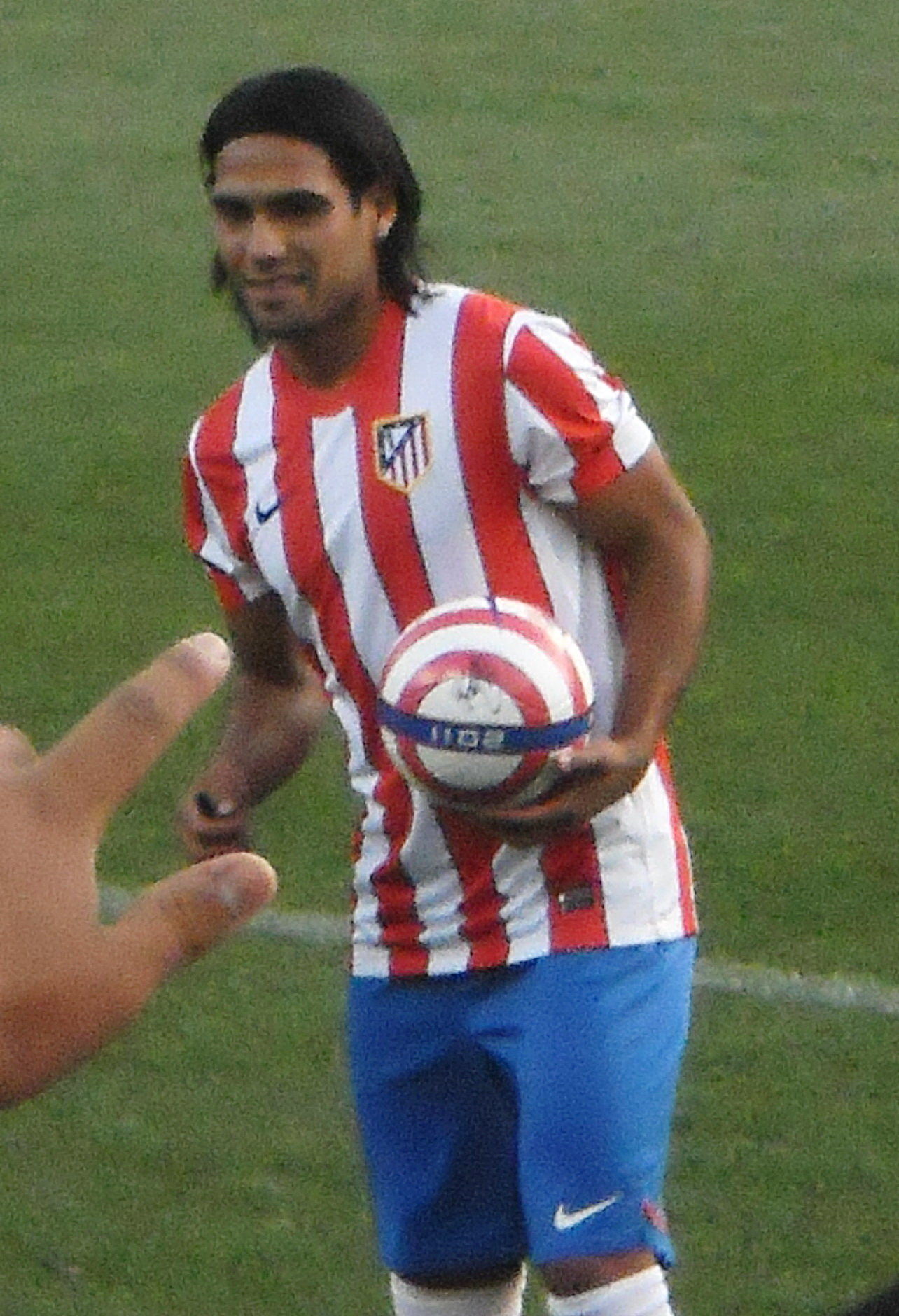
Radamel Falcao za kadencji Simeone w barwach Atlético rozegrał 91 meczów i strzelił 70 goli.

#### Sezon 2011/2012
27 grudnia 2011 trenerem Atlético został Argentyńczyk Diego Simeone, który jeszcze w 2005 grał dla klubu, zastępując Hiszpana Manzano. W letnim okienku transferowym poprzedzający sezon 2011/12 roku klub opuścili Sergio Agüero oraz Diego Forlán. Ponadto w styczniu tego samego roku do Málagi przeniósł się Ignacio Camacho. 9 maja 2012 roku Madryt ponownie wygrał Ligę Europejską, w finale sezonu 2011/2012 w Bukareszcie pokonując Athletic Bilbao. Dwie bramki w zakończonym 3:0 spotkaniu strzelił sprowadzony na początku sezonu z Porto za 40 milionów euro Kolumbijczyk Radamel Falcao, który był też najskuteczniejszym strzelcem całej edycji.

#### Sezon 2012/2013
31 sierpnia 2012 klub zdobył Superpuchar UEFA, pokonując na Stade Louis II w Monako Chelsea F.C. 4:1. Trzy trafienia zaliczył Falcao. Obrońcy trofeum odpadli z Ligi Europy 2012/2013 w 1/16 finału z Rubinem Kazań, przegrywając dwumecz 2:1. Klub lepiej zaprezentował się w sezonie ligowym 2012/2013 i od 3. do 26. kolejki zajmował drugą pozycję w tabeli, sezon kończąc na trzecim miejscu za FC Barceloną i Realem. Czerwono-biali stracili w lidze tylko 31 goli, a 21-letni Thibaut Courtois odebrał Trofeo Zamora, wyprzedając Víctora Valdésa, który wygrywał od czterech lat. 17 maja 2013 Atlético wygrało z Realem Madryt finał Pucharu Króla 2012/2013 po dogrywce 2:1 (po golach Costy w 35 minucie – król strzelców tych rozgrywek z 8 trafieniami i Mirandy w 98 minucie) na Estadio Santiago Bernabéu, zdobywając swój 10. puchar krajowy, kończąc serię 14 lat bez zwycięstwa nad „Królewskimi”.

#### Sezon 2013/2014
W lipcu 2013 roku szeregi klubu opuścił Radamel Falcao, który za 60 mln euro przeniósł się do AS Monaco. Na jego miejsce sprowadzono Davida Villę z FC Barcelony. Ponadto klub pozyskał Brazylijczyka Léo Baptistão, Francuza Josuhe Guilavoguiego oraz Belga Tobiego Alderweirelda. W sierpniu 2013 roku zespół został pokonany w superpucharze Hiszpanii przez FC Barcelonę. W dwumeczu padł remis 1:1 po golach Villi i Neymara, a o porażce zdecydowała reguła goli na wyjeździe. Obrońcy Copa del Rey po wyeliminowaniu Valencii i Athleticu Bilbao w półfinale Pucharu spotkali się z Realem Madryt, prowadzonym przez nowego trenera Carlo Ancelottiego, ulegając 5:0.

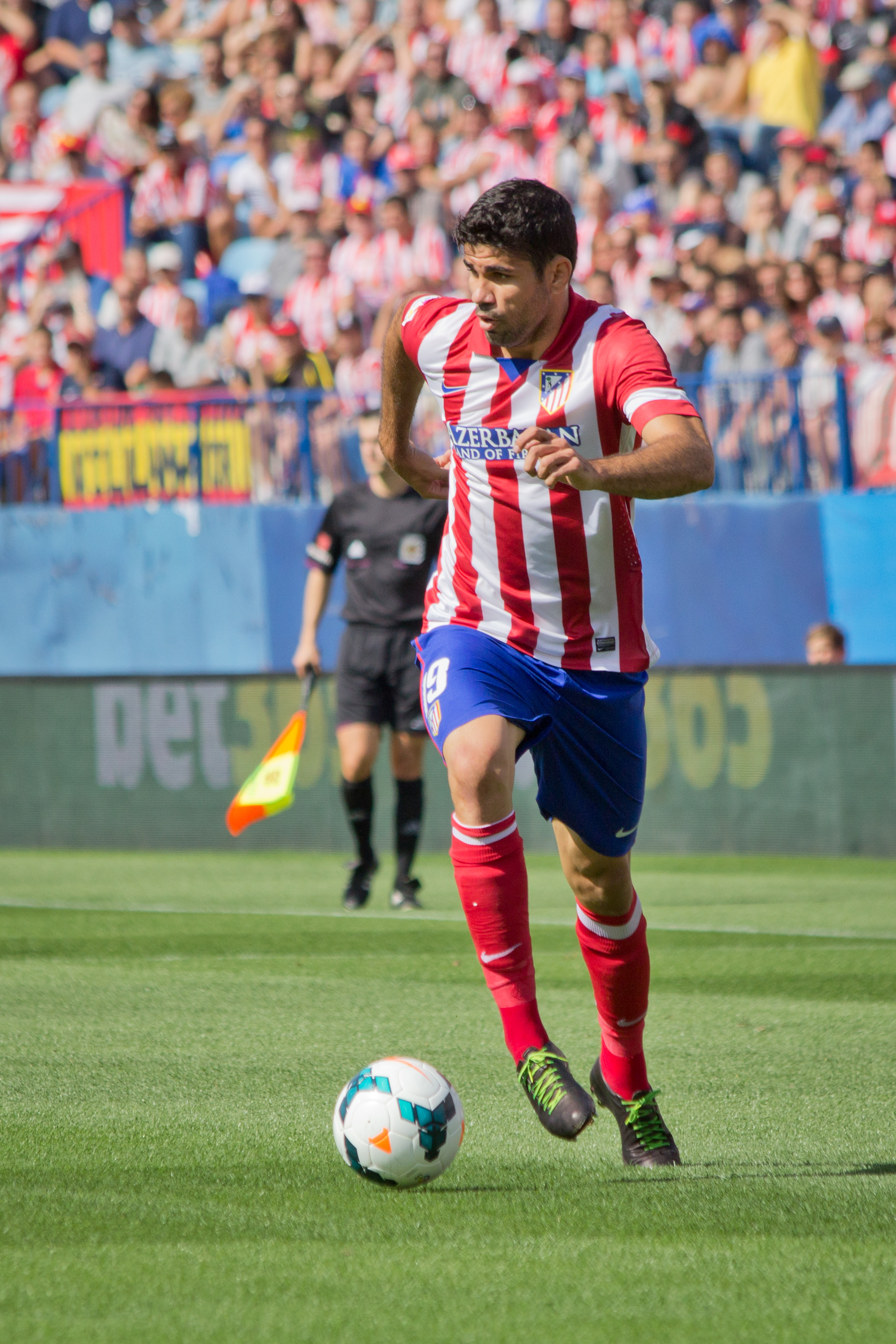
Jeden z filarów drużyny w mistrzowskim sezonie 2013/14 – Diego Costa.

Sezon ligowy 2013/2014 był najlepszy od 1996 roku. Po ośmiu kolejnych zwycięstwach, w tym kluczowym wyjazdowym 0:1 nad Realem Madryt 28 września 2013 po golu Diego Costy – pierwszy wygrana w lidze od 14 lat, zespół przegrał z Espanyolem w Barcelonie. Od 10. do 22. kolejki gracze Simeone utrzymali serię 13 meczów bez porażki, remisując tylko trzy razy w tym 0:0 na Vicente Calderón z Barceloną. Klub utrzymał dzięki temu 2. miejsce i w 22. kolejce został liderem. Po dwóch wyjazdowym porażkach z Almeríą i Osasuną Rojiblancos osunęli się na 3. pozycję. 2 marca 2014 Club Atlético zremisowało 2:2 z Realem zapewniając sobie dodatni bilans bezpośredni. Od tego meczu Simeone wygrał dziewięć kolejnych spotkań, tracąc tylko jednego gola i wykorzystując potknięcia faworytów od 29. kolejki został liderem tabeli Primera División. Pomimo porażki z 2:0 z Levante UD i remisu u siebie 1:1 z Málagą w dwóch następnych spotkaniach klub zachował trzy punkty przewagi nad drugą Barceloną, która tak samo jak Real nie wygrała żadnego z dwóch kolejnych meczów. W tym układzie w ostatniej kolejce na Camp Nou Katalończycy musieli wygrać w bezpośrednim starciu, aby zdobyć mistrzostwo. 17 maja 2014 w decydującym spotkaniu FC Barcelona zdobyła prowadzenie, ale dzięki bramce Diego Godína Atlético zremisowało 1:1 i zdobyło swój 10. tytuł mistrzowski z dorobkiem 90 punktów. W ten sposób Diego Simeone w kolejnym roku pracy skompletował dla Madrytu drugą z rzędu la Décimę, czyli dziesiąty tytuł. Był to pierwszy tytuł czerwono-białych od osiemnastu lat, pierwszy od 10 lat tytuł dla klubu spoza wielkiej dwójki hiszpańskiej ligi, a 90 punktów to więcej niż jakikolwiek inny klub zdobył w historii z wyjątkiem Realu Madryt i FC Barcelony. Pomimo zdobycia tylko 77 goli w 38 kolejkach, w aż 20 spotkaniach klub zachował czyste konto bramkowe, w całej edycji tracąc tylko 26 goli.
W Lidze Mistrzów Atlético z łatwością wygrało swoją grupę G z FC Porto, Zenitem i Austrią Wiedeń, wygrywając pięć i remisując jeden mecz. W 1/8 fazy pucharowej z A.C. Milanem udało się wygrać oba spotkania 0:1 i 4:1, a trzy razy trafiał Diego Costa. W ćwierćfinale z Barceloną 1 kwietnia na Camp Nou padł remis 1–1 po golu Diego, by w rewanżu 9 kwietnia wygrać 1:0 po golu Koke. W pierwszym spotkaniu półfinałowym 22 kwietnia w Madrycie z londyńską Chelsea Mourinho padł bezbramkowy remis. 30 kwietnia na Stamford Bridge Atlético wygrało 3:1 i po 40 latach od finału Pucharu Europy z Bayernem Monachium w 1974 roku awansowało do swojego pierwszego finału Ligi Mistrzów w Lizbonie, by zmierzyć się w El Derbi madrileño z Real Madrid CF. Atlético było jedynym klubem tej edycji UEFA Champions League, który aż do finału nie przegrał spotkania. W finale LM 24 maja 2014 na Estádio da Luz w Lizbonie piłkarze Simeone od 36. minuty po strzale Godina prowadzili 1:0. Dopiero w 93. minucie Real zdołał wyrównać. Ostatecznie Atlético przegrało mecz 1:4, tracąc aż trzy bramki w ostatnich 10 minutach dogrywki.

Składy wyjściowe Realu i Atlético podczas finału Ligi Mistrzów 2013/2014

Finał Ligi Mistrzów
| 24 maja 2014 20:45 CET | Real Madryt · Ramos 90+3' · Bale 110' · Marcelo 118' · Ronaldo 120' | 4:1 (Dogr.)(0:1)Raport | Atlético Madryt · 36' Godín | Estádio da Luz, Lizbona Widzów: 60 976 Sędzia: Björn Kuipers |
|                        |                                                                     |                        |                             |                                                              |

#### Sezon 2014/2015
Latem 2014 roku zespół opuściło wielu czołowych graczy, m.in. Diego Costa, Filipe Luís, Diego czy Adrián. Do Chelsea po zakończeniu wypożyczenia powrócił Thibaut Courtois, zaś z Danielem Aranzubią nie przedłużono wygasającego kontraktu. Na ich miejsce sprowadzono między innymi francuskiego skrzydłowego Antoine Griezmanna, chorwackiego snajpera Mario Mandžukicia, a także słoweńskiego bramkarza Jana Oblaka, który walczyć o miejsce między słupkami miał z doświadczonym hiszpańskim golkiperem pozyskanym z Getafe CF Miguelem Moyą. Na lewej obronie rywalizować między sobą mieli Argentyńczyk Cristian Ansaldi oraz Brazylijczyk Guilherme Siqueira, zaś prawą stronę defensywy wzmocnił Jesús Gámez. Oprócz tego do klubu sprowadzono młodziutki talent z Ameryki. Mowa o meksykańskim napastniku Raúlu Jiménezie. Decyzją trenera na wypożyczenie odeszli m.in. Javier Manquillo, Josuha Guilavogui, Léo Baptistão czy Óliver Torres.
Mimo tak wielkiej przebudowy klubu zespół zdobył swoje pierwsze trofeum już w sierpniu pokonując swojego odwiecznego rywala. 19 sierpnia drużyna Atlético zremisowała z Realem Madryt 1:1 w pierwszym meczu o Superpuchar Hiszpanii. 22 sierpnia 2014 na własnym stadionie piłkarze trenera Simeone wygrali w rewanżu 1:0 po bramce pozyskanego Mario Mandžukicia w drugiej minucie spotkania. W wyniku derbowego dwumeczu „Los Colchoneros” zdobyli trofeum po 29 latach przerwy.
Pierwszy mecz w Primera División odbył się bez Simeone na ławce trenerskiej. Nieobecność Argentyńczyka była spowodowana jego zachowaniem podczas rewanżowego meczu w Superpucharze Hiszpanii. Trener musiał pauzować przez osiem meczów i zapłacić grzywnę w wysokości 4800 euro. Drużyna „Los Colchoneros” prowadzona przez asystenta zremisowała bezbramkowo na wyjeździe z Rayo Vallecano.
Tuż przed zakończeniem okienka transferowego ogłoszono ostatni letni transfer Atlético. Hiszpański zespół wzmocnił włoski snajper Alessio Cerci, który podpisał trzyletni kontrakt. Torino FC otrzymało za niego 16 mln euro, zaś kolejne 3 miliony mogły zostać przelane w ramach bonusów i dodatków.
Rundę jesienną w Lidze Mistrzów Atlético zakończyło na 1 miejscu w grupie A. Rywalem w 1/8 finału LM klubu z Madrytu został Bayer 04 Leverkusen. Na koniec 2014 roku Atlético zajmowało 3. miejsce w lidze hiszpańskiej (po zwycięstwie 4:1 z Athletic Bilbao).
5 stycznia 2015 roku na Vicente Calderon powrócił po ośmiu latach Fernando Torres, który przeszedł z AC Milan. Na jego prezentację przyszło 45 tysięcy kibiców. 15 stycznia Torres strzelił 2 bramki w rewanżowym meczu 1/8 finału Pucharu Króla z Realem Madryt, który zakończył się wynikiem 2:2. Atlético awansowało do ćwierćfinału, gdyż w pierwszym meczu padł wynik 2:0 dla Atlético. W ćwierćfinale klub z Vincente Calderon odpadł po dwumeczu z FC Barceloną (0:1 i 2:3). 25 stycznia chiński miliarder Wang Jianlin nabył 20% akcji Atlético.
W 1/8 finału Ligi Mistrzów klub z Madrytu przegrał w pierwszym meczu z Bayerem Leverkusen 0:1, ale awansował dzięki zwycięstwie 1:0 u siebie (po golu Mario Suáreza) i zwycięstwie 3:2 w rzutach karnych. 20 marca 2015 roku Atlético trafiło na Real Madryt w losowaniu ćwierćfinałów LM. Do półfinału awansował Real, który zwyciężył w dwumeczu 1:0 po golu Javiera Hernándeza w 88 minucie meczu rewanżowego na Estadio Santiago Bernabéu.
W Primera División klub spadł 14 marca na czwarte miejsce po 3 remisach z Sevillą (0:0), Valencią (1:1) i Espanyolem (0:0). Jednakże 4 kwietnia Rojiblancos powrócili na podium po zwycięstwie 2:0 z Cordobą i bezbramkowym remisie Valencii z Villarealem. Ostatecznie Atlético zakończyło sezon na 3 miejscu w Primera División, z 16 punktami straty do pierwszej Barcelony. Miejsce to zapewniło klubowi występ w przyszłym sezonie Ligi Mistrzów.

## El Derbi Madrileño

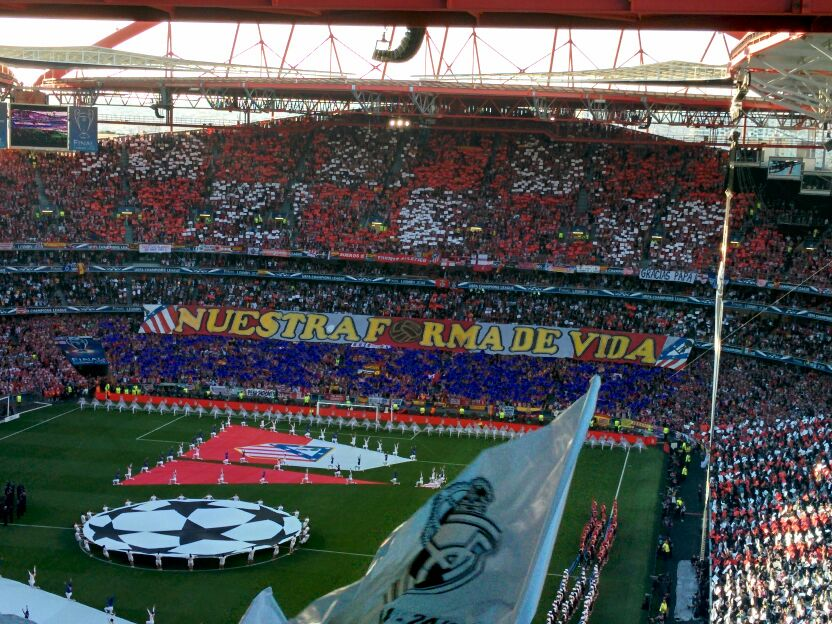
Kibice Atlético podczas finału Ligi Mistrzów 2014, w którym Real wygrał z Atlético 4:1 po dogrywce.

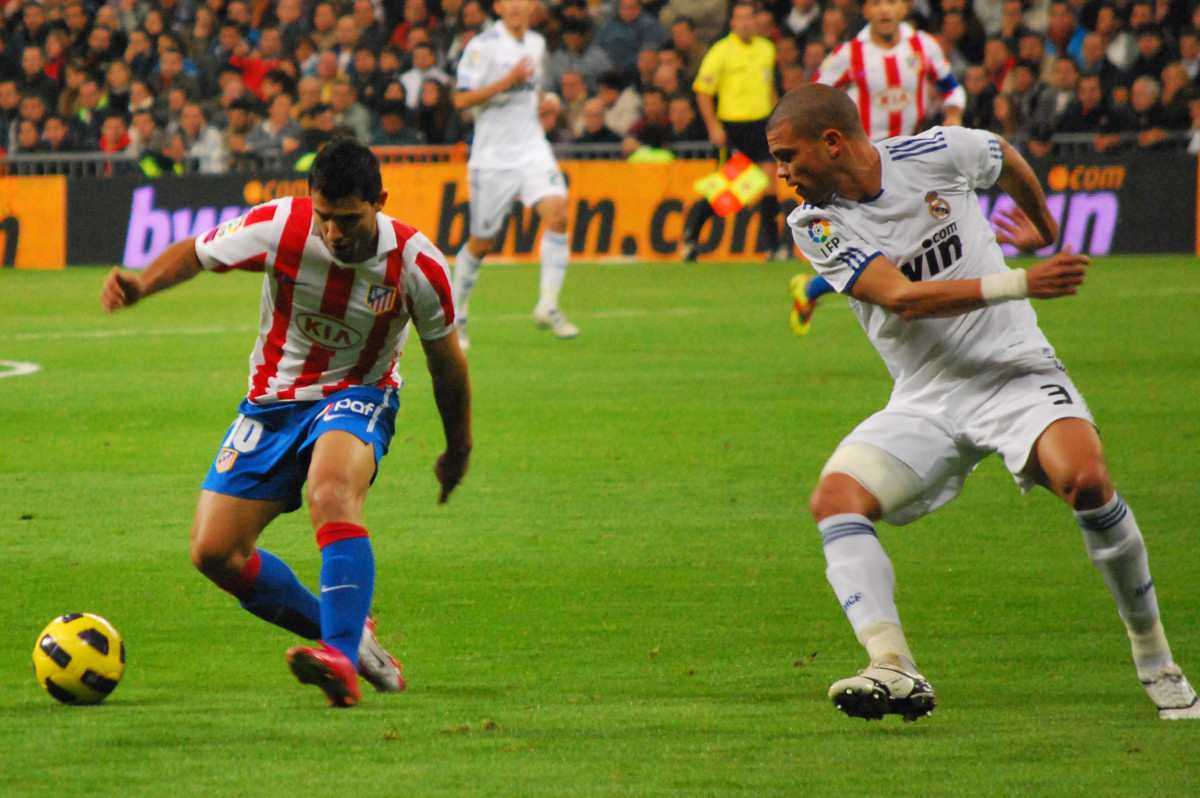
Derby Madrytu w 2010 roku.

Zarówno Real Madryt jak i Atlético Madryt różnią się pod wieloma względami, w tym także w aspekcie politycznym czy kibicowskim. Na początku istnienia obu klubów zarysował się wyraźny podział pomiędzy kibicami obu klubów. Szefostwo Realu podniosło ceny biletów, w związku z tym na mecze „Królewskich” przychodzili jedynie bogaci mieszkańcy Madrytu, czyli burżuazja i bogaci mieszczanie. Natomiast publiczność rywala Realu stanowiła w głównej mierze biedniejsza część miasta, jak robotnicy czy proletariat. Pierwsi często utożsamiali się z poglądami prawicowymi, drudzy – z lewicą. Różnice widać także w przypadku stadionów obu klubów. Stadion Realu Estadio Santiago Bernabéu został wybudowany przy arystokratycznej ulicy Castellana, podczas gdy stadion Atlético Estadio Vicente Calderón powstał przy browarze nad rzeką Manzanares.
Początkowo Atlético było ulubionym zespołem reżimu generała Francisco Franco, zwłaszcza w okresie, gdy klub otrzymywał dotacje z Hiszpańskich Sił Powietrznych. Sytuacja zmieniła się w latach 50., gdy reżim z czasem zaczął popierać „Królewskich” z Madrytu. Zespół otrzymał wsparcie rządu także w początkowych czasach po utworzeniu Pucharu Europy, gdy pięciokrotnie zdobywał to trofeum. Z tej też okazji kibice Atlético utworzyli przyśpiewkę ze słowami „Real Madrid, Real Madrid, el equipo del gobierno, la verguenza del país” („Real Madryt, Real Madryt, drużyna rządu, wstyd dla kraju”).
Pierwsze w historii derby Madrytu rozegrano 2 grudnia 1903 roku i w meczu tym 1:0 zwyciężyło Atlético, grające wówczas pod nazwą Athletic. W tym samym roku rozegrano jeszcze dwa kolejne spotkania pomiędzy tymi drużynami. W pierwszym zwyciężył Real 2:0, w drugim Athletic 5:0. Natomiast pierwsze derby w rozgrywkach ligi hiszpańskiej odbyły się 24 lutego 1929 roku. Real wygrał 2:1, a gole w tym meczu zdobywali: dwukrotnie Ramón Triana dla Królewskich i Luis Marín Sabater dla Los Colchoneros.
W Lidze Mistrzów oba kluby po raz pierwszy spotkały się w półfinale Pucharu Europy 1958/1959. Wówczas konieczne było rozegranie trzech meczów (1:2, 1:0 i 1:2), a awans do finału wywalczyli Królewscy.
Atlético w latach 2002–2013 nie wygrało żadnego meczu ligowego z lokalnym rywalem, natomiast w trzech kolejnych sezonach nie przegrało żadnego meczu z „Królewskimi”.

### Statystyka
Pod uwagę wzięto tylko mecze ligowe, pucharowe i w europejskich pucharach. Bez meczów towarzyskich.
| Rozgrywki                   | Mecze | Zw Realu | Remis | Zw Atlético | Gole Realu | Gole Atlético |
| --------------------------- | ----- | -------- | ----- | ----------- | ---------- | ------------- |
| Primera División            | 160   | 86       | 35    | 39          | 285        | 214           |
| Puchar Króla                | 42    | 17       | 14    | 11          | 57         | 45            |
| Superpuchar Hiszpanii       | 2     | 0        | 1     | 1           | 1          | 2             |
| Puchar Ligi                 | 4     | 1        | 1     | 2           | 7          | 7             |
| Puchar Europy/Liga Mistrzów | 9     | 5        | 2     | 2           | 14         | 7             |
| Mistrzostwa Regionu         | 63    | 38       | 10    | 15          | 139        | 85            |
| Łącznie                     | 280   | 147      | 63    | 70          | 503        | 360           |

Stan na 30 września 2017

## Sukcesy

### Rozgrywki krajowe

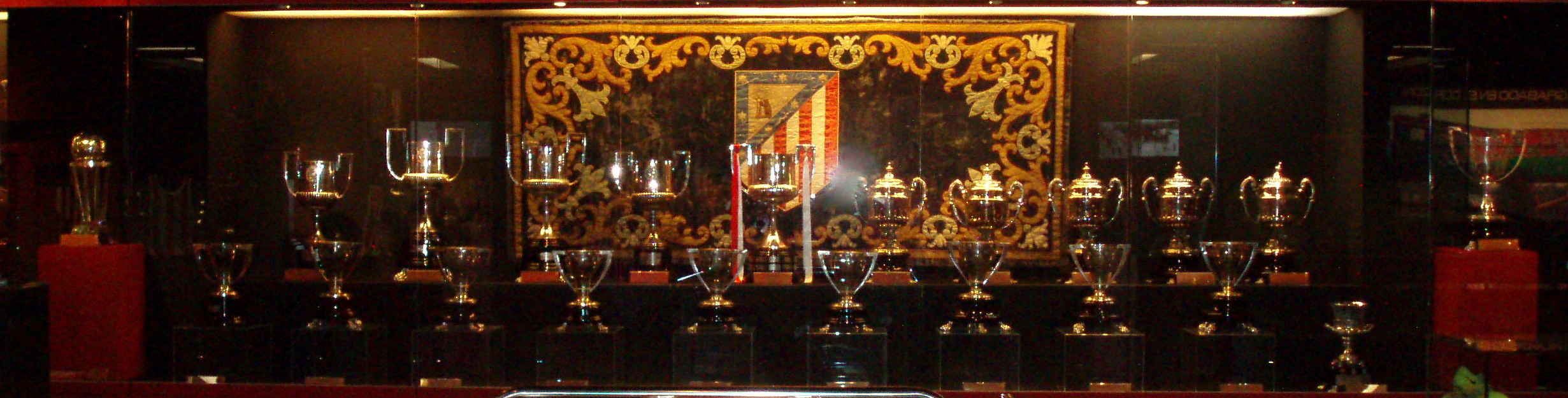
Trofea Atlético

- Primera División

mistrzostwo (11): 1939/40, 1940/41, 1949/50, 1950/51, 1965/66, 1969/70, 1972/73, 1976/77, 1995/96, 2013/14, 2020/21
wicemistrzostwo (10): 1943/44, 1957/58, 1960/61, 1962/63, 1964/65, 1973/74, 1984/85, 1990/91, 2017/18, 2018/19
III miejsce (18): 1941/42, 1944/45, 1946/47, 1947/48, 1961/62, 1970/71, 1975/76, 1978/79, 1980/81, 1982/83, 1987/88, 1991/92, 2012/13, 2014/15, 2015/16, 2016/17, 2019/20, 2021/22
- Copa del Rey

zwycięstwo (10): 1959/60, 1960/61, 1964/65, 1971/72, 1975/76, 1984/85, 1990/91, 1991/92, 1995/96, 2012/2013
finał (9): 1920/21, 1925/26, 1955/56, 1963/64, 1974/75, 1986/87, 1998/99, 1999/2000, 2009/10
- Superpuchar Hiszpanii[64]

zwycięstwo (5): 1940, 1941, 1951, 1985, 2014
finał (6): 1950, 1991, 1992, 1996, 2013, 2020
- Segunda División

mistrzostwo (1): 2001/02
wicemistrzostwo (2): 1932/33, 1933/34
- Copa de la Liga

wicemistrzostwo (2): 1983/84, 1984/85
- Campeonato Regional Centro

mistrzostwo (4): 1920/21, 1924/25, 1927/28, 1939/40
wicemistrzostwo (13): 1908/09, 1912/13, 1913/14, 1916/17, 1917/18, 1919/20, 1921/22, 1922/23, 1925/26, 1926/27, 1928/29, 1930/31, 1933/34

### Rozgrywki międzynarodowe
- Puchar Mistrzów/Liga Mistrzów

finał (3): 1973/74, 2013/2014, 2015/2016
półfinał (3): 1958/59, 1970/71, 2016/17
- Puchar UEFA/Liga Europy

zwycięstwo (3): 2009/2010, 2011/2012, 2017/2018
półfinał (2): 1997/1998, 1998/1999
- Superpuchar Europy

zwycięstwo (3): 2010, 2012, 2018
- Puchar Zdobywców Pucharów

zwycięstwo (1): 1961/62
finał (2): 1962/63, 1985/86
- Puchar Intertoto

zwycięstwo (1): 2007
finał (1): 2004
- Puchar Interkontynentalny

zwycięstwo (1): 1974

### Turnieje towarzyskie
- Trofeo Villa de Madrid

mistrzostwo (18): 1974, 1975, 1976, 1980, 1983, 1985, 1986, 1989, 1990, 1992, 1993, 1994, 1995, 1996, 1997, 1998, 2000, 2003
wicemistrzostwo (7): 1978, 1982, 1984, 1987, 1988, 1991, 2002
- Trofeo Ramón de Carranza

mistrzostwo (8): 1968, 1976, 1977, 1978, 1991, 1995, 1997, 2003
wicemistrzostwo (3): 1956, 1988, 2010
III miejsce (2): 1989, 1993
- Trofeo Colombino

mistrzostwo (6): 1966, 1972, 1991, 1993, 2002, 2011
wicemistrzostwo (2): 1976, 1985
III miejsce (4): 1981, 1990, 1994, 2010
- Trofeo Teresa Herrera

mistrzostwo (6): 1956, 1965, 1973, 1985, 1986, 2009
- Puchar Iberyjski

mistrzostwo (1): 1991
- Copa Federación Centro

mistrzostwo (1): 1941
- Trofeo Ciudad de Zaragoza

mistrzostwo (1): 2004
- Trofeo Villa de Gijón

mistrzostwo (1): 1983
- Mały Puchar Świata

wicemistrzostwo (1): 1965
- Trofeu Joan Gamper

wicemistrzostwo (1): 1967
- Trofeu Ciutat de Barcelona

wicemistrzostwo (1): 1998
- Festa d'Elx Trophy

wicemistrzostwo (2): 1987, 2005
- Puchar Łaciński

III miejsce (2): 1950, 1951

## Rekordy i statystyki

### Uczestnictwo
- 11 razy w Pucharze Mistrzów/Lidze Mistrzów (101 meczów, 128 punktów, 51 zwycięstw, 26 remisów, 24 porażki, w bramkach 161:91) Stan sprzed sezonu 2016/2017.[65]
- 19 razy w Pucharze UEFA/Lidze Europy (108 meczów, 140 punktów, 62 zwycięstwa, 16 remisów, 30 porażek, w bramkach 181:113) Stan sprzed sezonu 2016/2017.[66]
- 79 sezonów w Primera División (2576 meczów, 3364 punkty, 1218 zwycięstw, 589 remisów, 769 porażek, w bramkach 4464:3282) Stan sprzed sezonu 2016/2017.[67]
- 6 sezonów w Segunda División
- 2 razy w Pucharze Intertoto
- 8 razy w Pucharze Zdobywców Pucharów

### Rekordy
Źródła:
- Najwyższe zwycięstwo u siebie: 9:0 z Hérculesem Alicante (11 września 1955) oraz 9:0 z UD Las Palmas (20 października 1957)
- Najwyższa porażka u siebie: 0:6 z FC Barceloną (20 maja 2007)
- Najwyższe zwycięstwo na wyjeździe: 7:2 ze Sportingiem Gijón (11 kwietnia 1948)
- Najwyższa porażka na wyjeździe: 1:8 z Celtą Vigo (5 grudnia 1954)
- Najdłuższa passa bramkarska bez przepuszczonego gola: Abel Resino 1275 minut (1990/1991)
- Najwięcej meczów w lidze: Adelardo Rodríguez 401
- Najwięcej bramek w lidze: Adrián Escudero 150
- Najwięcej zwycięstw z rzędu: 13 (2012)
- Najwięcej porażek z rzędu: 6 (1935)
- Najwięcej meczów bez porażki: 23 (2012 i 2013/2014)
- Najwięcej meczów bez zwycięstwa: 15 (2000)
- 1. gol w lidze: Vicente Palacios z Arena de Getxo (10 lutego 1929)
- 1000. gol w lidze: Adrián Escudero z Celtą Vigo (8 marca 1953)
- 2000. gol w lidze: Julio Orozcno z Celtą Vigo (24 stycznia 1971)
- 3000. gol w lidze: Roberto Simón Marina ze Sportingiem Gijón (14 stycznia 1990)
- 4000. gol w lidze: Simão Sabrosa z Deportivo La Coruña (12 kwietnia 2009)
- 100. gol w Pucharze Europy/Lidze Mistrzów: Sergio Agüero z Panathinaikosem Ateny (25 sierpnia 2009)

|  | Aktywni zawodnicy Atletico |

|    | Zawodnik                   | LI  | PU | EU | IN | RAZEM |
| -- | -------------------------- | --- | -- | -- | -- | ----- |
| 1  | Luis Aragonés              | 121 | 22 | 27 | 0  | 171   |
| 2  | Adrián Escudero            | 150 | 17 | 0  | 2  | 169   |
| 3  | Antoine Griezmann          | 102 | 13 | 32 | 0  | 147   |
| 4  | Paco Campos                | 120 | 25 | 0  | 1  | 146   |
| 5  | José Eulogio Gárate        | 110 | 15 | 12 | 0  | 137   |
| 6  | Fernando Torres            | 109 | 14 | 6  | 0  | 129   |
| 7  | Joauqín Peiró Lucas        | 91  | 21 | 12 | 0  | 124   |
| 8  | Adelardo Rodríguez Sánchez | 73  | 26 | 14 | 0  | 113   |
| 9  | Enrique Collar Monterubio  | 71  | 22 | 12 | 0  | 105   |
| 10 | José Juncosa Bellmut       | 80  | 21 | 0  | 1  | 102   |
| 11 | Sergio Agüero              | 74  | 7  | 20 | 0  | 101   |
| 12 | Julio Antoinio Elícegui    | 57  | 10 | 0  | 34 | 101   |
| 13 | Runén Cano                 | 81  | 8  | 8  | 1  | 97    |
| 14 | Diego Forlán               | 74  | 6  | 16 | 0  | 96    |
| 15 | Manolo                     | 76  | 9  | 8  | 1  | 94    |
| 16 | Luis Marín Sabater         | 50  | 5  | 0  | 38 | 93    |
| 17 | Mendonça                   | 58  | 10 | 20 | 0  | 88    |
| 18 | Diego Costa                | 55  | 12 | 16 | 0  | 83    |
| 19 | Hugo Sánchez               | 54  | 13 | 1  | 14 | 82    |
| 20 | Miguel                     | 62  | 9  | 1  | 0  | 72    |

|    | Zawodnik            | LI  | PU | EU | IN | RAZEM |
| -- | ------------------- | --- | -- | -- | -- | ----- |
| 1  | Adelardo            | 401 | 81 | 66 | 2  | 550   |
| 2  | Tomás               | 367 | 64 | 32 | 20 | 483   |
| 3  | Enrique Collar      | 339 | 80 | 49 | 0  | 468   |
| 4  | Carlos Aguilera     | 365 | 41 | 44 | 5  | 455   |
| 5  | Isacio Calleja      | 303 | 75 | 45 | 0  | 423   |
| 6  | Juan Carlos Arteche | 308 | 63 | 20 | 30 | 421   |
| 7  | Gabi                | 268 | 34 | 67 | 4  | 373   |
| 8  | Luis Aragonés       | 265 | 55 | 48 | 0  | 368   |
| 9  | Fernando Torres     | 298 | 36 | 30 | 0  | 364   |
| 10 | Quique              | 271 | 46 | 17 | 28 | 362   |
| 11 | Alberto             | 277 | 45 | 34 | 2  | 358   |
| 12 | Ruiz                | 263 | 44 | 21 | 29 | 357   |
| 13 | Feliciano Rivilla   | 244 | 66 | 46 | 0  | 356   |
| 14 | Rubio               | 248 | 46 | 14 | 25 | 333   |
| 15 | Koke                | 226 | 33 | 68 | 4  | 331   |
| 16 | Adrián Escudero     | 287 | 37 | 2  | 4  | 330   |
| 17 | Raúl García         | 216 | 40 | 71 | 2  | 329   |
| 18 | Toni Muñoz          | 251 | 40 | 32 | 4  | 327   |
| 19 | José Eulogio Gárate | 241 | 49 | 33 | 2  | 325   |
| 20 | José Ufarte         | 247 | 39 | 36 | 0  | 322   |

### Rekordy transferowe
| Zawodnik          | Klub oddający    | Data         | Kwota      |
| ----------------- | ---------------- | ------------ | ---------- |
| João Félix        | SL Benfica       | 3 VII 2019   | 126 mln €  |
| Thomas Lemar      | AS Monaco        | 1 VI 2018    | 70 mln €   |
| Diego Costa       | Chelsea F.C.     | 1 I 2018     | 66 mln €   |
| Radamel Falcao    | FC Porto         | 18 VIII 2011 | 40 mln €   |
| Jackson Martínez  | FC Porto         | 15 VII 2015  | 37 mln €   |
| Vitolo            | Sevilla FC       | 12 VI 2017   | 36 mln €   |
| Antoine Griezmann | Real Sociedad    | 28 VII 2014  | 30 mln €   |
| Kevin Gameiro     | Sevilla FC       | 12 VII 2018  | 30 mln €   |
| Nicolás Gaitán    | SL Benfica       | 16 VI 2016   | 25 mln €   |
| Stefan Savić      | ACF Fiorentina   | 20 VII 2015  | 25 mln €   |
| Yannick Carrasco  | AS Monaco        | 10 VII 2015  | 20 mln €   |
| Mario Mandžukić   | Bayern Monachium | 10 VII 2014  | 22 mln €   |
| Sergio Agüero     | Independiente    | 31 V 2006    | 21,7 mln € |

| Zawodnik                | Klub pozyskujący     | Data        | Kwota      |
| ----------------------- | -------------------- | ----------- | ---------- |
| Radamel Falcao          | AS Monaco            | 31 V 2013   | 43 mln €   |
| Jackson Martínez        | Guangzhou Evergrande | 2 II 2016   | 42 mln €   |
| Sergio Agüero           | Manchester City      | 27 VII 2011 | 40 mln €   |
| Diego Costa             | Chelsea F.C.         | 1 VII 2014  | 38 mln €   |
| Fernando Torres         | FC Liverpool         | 4 VII 2007  | 38 mln €   |
| Arda Turan              | FC Barcelona         | 10 VII 2015 | 34 mln €   |
| Yannick Carrasco        | DL Yifang            | 26 II 2018  | 30 mln €   |
| Christian Vieri         | S.S. Lazio           | lato 1998   | 28 mln €   |
| David de Gea            | Manchester United    | 1 VI 2011   | 25 mln €   |
| Theo Hernández          | Real Madryt          | 5 VI 2017   | 24 mln €   |
| Jimmy Floyd Hasselbaink | Chelsea F.C.         | V 2000      | 22,5 mln € |
| Raúl Jiménez            | SL Benfica           | 13 VII 2015 | 22 mln €   |

## Obecny skład
Stan na 29 sierpnia 2024
| Nr | Poz. | Piłkarz                             |
| -- | ---- | ----------------------------------- |
| 1  | BR   | Juan Musso (wypożyczony z Atalanty) |
| 2  | OB   | José María Giménez (3. kapitan)     |
| 3  | OB   | César Azpilicueta                   |
| 4  | PO   | Conor Gallagher                     |
| 5  | NA   | Rodrigo de Paul                     |
| 6  | PO   | Koke (kapitan)                      |
| 7  | NA   | Antoine Griezmann                   |
| 8  | PO   | Pablo Barrios                       |
| 9  | NA   | Alexander Sørloth                   |
| 10 | PO   | Ángel Correa                        |
| 11 | PO   | Thomas Lemar                        |
| 12 | NA   | Samuel Lino                         |

| Nr | Poz. | Piłkarz                                      |
| -- | ---- | -------------------------------------------- |
| 13 | BR   | Jan Oblak (wicekapitan)                      |
| 14 | PO   | Marcos Llorente                              |
| 15 | OB   | Clément Lenglet (wypożyczony z FC Barcelony) |
| 16 | OB   | Nahuel Molina                                |
| 17 | PO   | Rodrigo Riquelme                             |
| 19 | NA   | Julián Álvarez                               |
| 20 | PO   | Axel Witsel                                  |
| 21 | PO   | Javi Galán                                   |
| 22 | NA   | Giuliano Simeone                             |
| 23 | OB   | Reinildo Mandava                             |
| 24 | OB   | Robin Le Normand                             |

### Piłkarze na wypożyczeniu
| Nr | Poz. | Piłkarz                                               |
| -- | ---- | ----------------------------------------------------- |
|    | NA   | Carlos Martín (w Deportivo Alavés do 30 czerwca 2024) |
|    | BR   | Horațiu Moldovan (w Sassuolo do 30 czerwca 2024)      |
|    | PO   | Saúl Ñíguez (w Sevilli do 30 czerwca 2024)            |

## Osiągnięcia indywidualne piłkarzy Atlético

### Gracze Atlético którzy zdobyli złoty medal Mistrzostw Świata
- Antoine Griezmann, Lucas Hernández, Ángel Correa, Rodrigo De Paul i Nahuel Molina

### Gracze Atlético występujący naMistrzostwach świata
- 2018 Šime Vrsaljko, Antoine Griezmann i Lucas Hernández (finał); Diego Godín, José Giménez i Filipe Luís (ćwierćfinał); Saúl Ñíguez, Koke i Diego Costa (1/8 finału)
- 2014: Thibaut Courtois i Toby Alderweireld (Belgia, ćwierćfinał); Diego Godín, Cristian Rodríguez i José Giménez (Urugwaj, 1/8 finału); Juanfran, David Villa, Koke i Diego Costa (Hiszpania, faza grupowa)
- 2010: Diego Forlán (Złota Piłka; Urugwaj, 4. miejsce); Sergio Agüero (Argentyna, ćwierćfinał); Simão Sabrosa i Tiago (Portugalia, 1/8 finału)
- 2006: Leo Franco i Maxi Rodríguez (Argentyna, ćwierćfinał); Fernando Torres, Antonio López i Pablo Ibáñez (Hiszpania, 1/8 finału); Mateja Kežman (Serbia i Czarnogóra, faza grupowa)
- 2002: Germán Burgos (Argentyna, faza grupowa)
- 1998: Christian Vieri (Włochy, ćwierćfinał); Quinton Fortune (RPA, faza grupowa); Carlos Aguilera, Kiko i José Francisco Molina (Hiszpania, faza grupowa)
- 1994: José Caminero (Hiszpania, ćwierćfinał); Luis García (Meksyk, 1/8 finału)
- 1990: Manolo (Hiszpania, 1/8 finału)
- 1986: Tomás, Quique Setién i Julio Salinas (Hiszpania, ćwierćfinał); Jorge da Silva (Urugwaj, 1/8 finału)
- 1982: Dirceu (Brazylia, II runda)
- 1978: Eugenio Leal, Marcelino i Rubén Cano (Hiszpania, faza grupowa)
- 1974: Rubén Ayala i Ramón Heredia (Argentyna, II runda)
- 1966: Jesús Glaría, Feliciano Rivilla, Adelardo i José Ufarte (Hiszpania, faza grupowa)
- 1962: Enrique Collar, Feliciano Rivilla, Adelardo i Joaquín Peiró (Hiszpania, faza grupowa)
- 1950: José Juncosa i Alfonso Silva (Hiszpania, 4. miejsce)
- 1934: Luis Marín (Hiszpania, ćwierćfinał)

### Gracze Atlético występujący naMistrzostwach Europy
- 2016: Antoine Griezmann (Francja, 2. miejsce, król strzelców); Yannick Carrasco (Belgia, ćwierćfinał); Koke i Juanfran (Hiszpania, 1/8 finału)
- 2012: Juanfran (Hiszpania, 1. miejsce)
- 2008: Simão Sabrosa (Portugalia, ćwierćfinał); Jurkas Seitaridis (Grecja, faza grupowa)
- 2004: Demis Nikolaidis (Grecja, 1. miejsce); Fernando Torres (Hiszpania, faza grupowa)
- 2000: Juan Carlos Valerón i José Francisco Molina (Hiszpania, ćwierćfinał); Radek Bejbl (Czechy, faza grupowa)
- 1996: Juan Manuel López, Kiko, José Luis Pérez Caminero i José Francisco Molina (Hiszpania, ćwierćfinał); Ljubosław Penew (Bułgaria, faza grupowa)
- 1988: Tomás Reñones, Julio Salinas i Eusebio Sacristán (Hiszpania, faza grupowa)
- 1964: Isacio Calleja i Feliciano Rivilla (Hiszpania, 1. miejsce)

### Gracze Atlético występujący naCopa América
- 2016: Matías Kranevitter i Augusto Fernández (Argentyna, 2. miejsce) Filipe Luís (Brazylia, faza grupowa); José Giménez i Diego Godín (Urugwaj, faza grupowa)
- 2015: José Giménez, Diego Godín i Cristian Rodríguez (Urugwaj, ćwierćfinał); Miranda (Brazylia, ćwierćfinał); Raúl Jiménez (Meksyk, faza grupowa)
- 2011: Diego Godín i Diego Forlán (Urugwaj, 1. miejsce); Elias (Brazylia, ćwierćfinał); Luis Perea (Kolumbia, ćwierćfinał); Sergio Agüero (Argentyna, ćwierćfinał)
- 2007: Diego Forlán (Urugwaj, 4. miejsce); Luis Perea (Kolumbia, faza grupowa)
- 1999: Pablo García (Urugwaj, 2. miejsce)
- 1995: Diego Simeone (Argentyna, ćwierćfinał)
- 1993: Luis García Postigo (Meksyk, 2. miejsce)
- 1989: Baltazar (Brazylia, 1. miejsce); Luis Islas (Argentyna, 3. miejsce)

### Piłkarze, którzy znaleźli się na liścieFIFA 100i grali w Atlético (w nawiasie lata gry)
- Hugo Sánchez (1981–1985)
- Raúl González Blanco (1990–1992)
- Emre Belözoğlu (2012–2013)
- Christian Vieri (1997–1998)

### Piłkarze grający w Atlético, znajdujący się w finałowej piątce plebiscytu o Złotą Piłkę

#### Złota PiłkaFrance Football
- 1987:  Paulo Futre (2. miejsce)

#### Złota PiłkaFIFA
- 2010:  Diego Forlán (5. miejsce)
- 2012:  Radamel Falcao (5. miejsce)
- 2016:  Antoine Griezmann (3. miejsce)
- 2018:  Antoine Griezmann (3. miejsce)

### Piłkarze grający w Atlético, znajdujący się w drużynie rokuFIFPro World XI
- 2012:  Radamel Falcao

### Piłkarze grający w Atlético, znajdujący się w finałowej dziesiątceplebiscytu UEFA na najlepszego gracza Europy
- 2011/2012:  Radamel Falcao (8. miejsce)
- 2013/2014:  Diego Costa (10. miejsce)

### Zdobywcy Trofeo Zamora w barwach Atlético

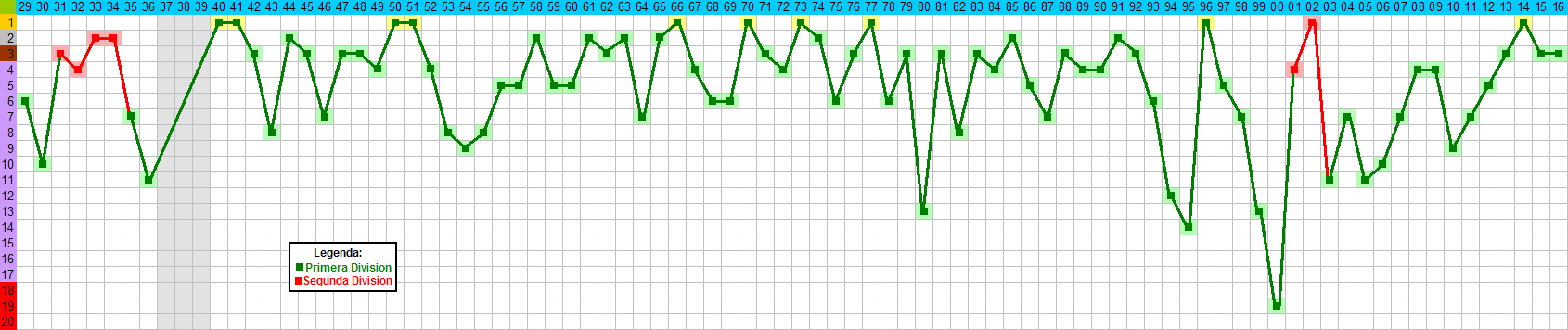
Wykres pozycji Atlético Madryt w lidze hiszpańskiej

### Zwycięzcy plebiscytuWorld Soccerna Najlepszego Młodego Piłkarza grający w Atlético
- 2009:  Sergio Agüero

### Królowie strzelcówligi hiszpańskiejw barwach Atlético Madryt[74]
| Zawodnik            | Sezon     | Gole    | Uwagi                                              |
| ------------------- | --------- | ------- | -------------------------------------------------- |
| Pruden              | 1940/1941 | 33 gole |                                                    |
| José Eulogio Gárate | 1968/1969 | 14 goli | Tytuł dzieli z Amancio Amaro                       |
| Luis Aragonés       | 1969/1970 | 16 goli | Tytuł dzieli z Amancio Amaro i José Eulogio Gárate |
| José Eulogio Gárate | 1969/1970 | 16 goli | Tytuł dzieli z Amancio Amaro i Luisem Aragonésem   |
| José Eulogio Gárate | 1970/1971 | 17 goli |                                                    |
| Hugo Sánchez        | 1984/1985 | 19 goli |                                                    |
| Baltazar            | 1988/1989 | 35 goli |                                                    |
| Manolo              | 1991/1992 | 27 goli |                                                    |
| Christian Vieri     | 1997/1998 | 24 gole |                                                    |
| Diego Forlán        | 2008/2009 | 32 gole | Zdobył również Złoty But sezonu 2008/09            |

### ZdobywcyTrofeo Zamoraw barwach Atlético[75]
| Zawodnik              | Sezon     | Gole | Mecze | Średnia |
| --------------------- | --------- | ---- | ----- | ------- |
| Fernando Tabales      | 1939/1940 | 29   | 21    | 1,38    |
| Marcel Domingo        | 1948/1949 | 29   | 30    | 1,16    |
| Miguel Reina          | 1976/1977 | 17   | 22    | 0,96    |
| Abel Resino           | 1990/1991 | 17   | 33    | 0,51    |
| José Francisco Molina | 1995/1996 | 32   | 42    | 0,76    |
| Thibaut Courtois      | 2012/2013 | 29   | 37    | 0,78    |
| Thibaut Courtois      | 2013/2014 | 24   | 37    | 0,64    |
| Jan Oblak             | 2015/2016 | 18   | 37    | 0,47    |

### Gracze miesiąca ligi hiszpańskiej
- Diego Godín: kwiecień 2014, maj 2014
- Antoine Griezmann: styczeń 2015, kwiecień 2015, luty 2018
- Diego Costa: wrzesień 2013
- Koke: październik 2013, kwiecień 2016

### Trenerzy miesiąca ligi hiszpańskiej
- Diego Simeone: październik 2013, listopad 2015

## Statystyki według sezonów
| Sezon   | L  | Mj | M  | Z  | R  | P  | G+ | G- | P  | Puchar Króla        | Europa                                     | Europa                | Uwagi                                                 | Rank. | Strzelec       |
| ------- | -- | -- | -- | -- | -- | -- | -- | -- | -- | ------------------- | ------------------------------------------ | --------------------- | ----------------------------------------------------- | ----- | -------------- |
| 1908/09 |    |    |    |    |    |    |    |    |    | –                   |                                            |                       | Wicemistrzostwo Regionu Centralnego                   |       |                |
| 1909/10 |    |    |    |    |    |    |    |    |    | –                   |                                            |                       |                                                       |       |                |
| 1910/11 |    |    |    |    |    |    |    |    |    | –                   |                                            |                       |                                                       |       |                |
| 1911/12 |    |    |    |    |    |    |    |    |    | –                   |                                            |                       |                                                       |       |                |
| 1912/13 |    |    |    |    |    |    |    |    |    | –                   |                                            |                       | Wicemistrzostwo Regionu Centralnego                   |       |                |
| 1913/14 |    |    |    |    |    |    |    |    |    | –                   |                                            |                       | Wicemistrzostwo Regionu Centralnego                   |       |                |
| 1914/15 |    |    |    |    |    |    |    |    |    | –                   |                                            |                       |                                                       |       |                |
| 1915/16 |    |    |    |    |    |    |    |    |    | –                   |                                            |                       |                                                       |       |                |
| 1916/17 |    |    |    |    |    |    |    |    |    | –                   |                                            |                       | Wicemistrzostwo Regionu Centralnego                   |       |                |
| 1917/18 |    |    |    |    |    |    |    |    |    | –                   |                                            |                       | Wicemistrzostwo Regionu Centralnego                   |       |                |
| 1918/19 |    |    |    |    |    |    |    |    |    | –                   |                                            |                       |                                                       |       |                |
| 1919/20 |    |    |    |    |    |    |    |    |    | –                   |                                            |                       | Wicemistrzostwo Regionu Centralnego                   |       |                |
| 1920/21 |    |    |    |    |    |    |    |    |    | Finał               |                                            |                       | Mistrzostwo Regionu Centralnego                       |       |                |
| 1921/22 |    |    |    |    |    |    |    |    |    | –                   |                                            |                       | Wicemistrzostwo Regionu Centralnego                   |       |                |
| 1922/23 |    |    |    |    |    |    |    |    |    | –                   |                                            |                       | Wicemistrzostwo Regionu Centralnego                   |       |                |
| 1923/24 |    |    |    |    |    |    |    |    |    | –                   |                                            |                       |                                                       |       |                |
| 1924/25 |    |    |    |    |    |    |    |    |    | 1/2 finał           |                                            |                       | Mistrzostwo Regionu Centralnego                       |       |                |
| 1925/26 |    |    |    |    |    |    |    |    |    | Finał               |                                            |                       | Wicemistrzostwo Regionu Centralnego                   |       |                |
| 1926/27 |    |    |    |    |    |    |    |    |    | Faza grupowa (3 mj) |                                            |                       | Wicemistrzostwo Regionu Centralnego                   |       |                |
| 1927/28 |    |    |    |    |    |    |    |    |    | Faza grupowa (6 mj) |                                            |                       | Mistrzostwo Regionu Centralnego                       |       |                |
| 1928/29 | 1D | 6  | 18 | 8  | 2  | 8  | 43 | 41 | 18 | 1/4 finał           |                                            |                       | Wicemistrzostwo Regionu Centralnego                   |       | Cosme 15       |
| 1929/30 | 1D | 10 | 18 | 5  | 2  | 11 | 32 | 50 | 12 | 1/16 finał          |                                            |                       | Spadek do Segunda División                            |       | Marin 12       |
| 1930/31 | 2D | 3  | 18 | 11 | 1  | 6  | 47 | 31 | 23 | 1/16 finał          |                                            |                       | Wicemistrzostwo Regionu Centralnego                   |       | brak danych    |
| 1931/32 | 2D | 4  | 16 | 8  | 2  | 6  | 38 | 34 | 18 | 1/8 finał           |                                            |                       |                                                       |       | brak danych    |
| 1932/33 | 2D | 2  | 18 | 10 | 4  | 4  | 40 | 35 | 24 | 1/8 finał           |                                            |                       |                                                       |       | brak danych    |
| 1933/34 | 2D | 2  | 18 | 11 | 2  | 5  | 45 | 28 | 24 | 1/16 finał          |                                            |                       | Wicemistrzostwo Regionu Centralnego                   |       | brak danych    |
| 1933/34 | 2D | 2  | 18 | 11 | 2  | 5  | 45 | 28 | 24 | 1/16 finał          | Awans do Primera División                  |                       |                                                       |       | brak danych    |
| 1934/35 | 1D | 7  | 22 | 8  | 5  | 9  | 40 | 45 | 21 | 1/4 finał           |                                            |                       |                                                       |       | Elícegui 20    |
| 1935/36 | 1D | 11 | 22 | 6  | 3  | 13 | 34 | 50 | 15 | 1/16 finał          |                                            |                       | Spadek do Segunda División                            |       | Elícegui 11    |
| 1936/37 |    |    |    |    |    |    |    |    |    |                     |                                            |                       |                                                       |       |                |
| 1937/38 |    |    |    |    |    |    |    |    |    |                     |                                            |                       |                                                       |       |                |
| 1938/39 |    |    |    |    |    |    |    |    |    | –                   |                                            |                       |                                                       |       |                |
| 1939/40 | 1D | 1  | 22 | 14 | 1  | 7  | 43 | 29 | 29 | –                   |                                            |                       | Mistrzostwo Regionu Centralnego                       |       | Enrique 11     |
| 1939/40 | 1D | 1  | 22 | 14 | 1  | 7  | 43 | 29 | 29 | –                   | Fernando Tabales wygrał Trofeo Zamora      |                       |                                                       |       | Enrique 11     |
| 1940/41 | 1D | 1  | 22 | 13 | 7  | 2  | 70 | 36 | 33 | 1/4 finał           |                                            |                       | Zwycięstwo w Superpucharze Hiszpanii                  |       | Pruden 33      |
| 1940/41 | 1D | 1  | 22 | 13 | 7  | 2  | 70 | 36 | 33 | 1/4 finał           | Pruden wygrał Trofeo Pichichi z 33 golami  |                       |                                                       |       | Pruden 33      |
| 1941/42 | 1D | 3  | 18 | 14 | 5  | 7  | 50 | 44 | 33 | 1/4 finał           |                                            |                       | Zwycięstwo w Superpucharze Hiszpanii                  |       | P. Campos 20   |
| 1942/43 | 1D | 8  | 26 | 11 | 5  | 10 | 54 | 44 | 27 | 1/4 finał           |                                            |                       |                                                       |       | Mariano 16     |
| 1943/44 | 1D | 2  | 26 | 15 | 4  | 7  | 66 | 49 | 34 | 1/2 finał           |                                            |                       |                                                       |       | F. Campos 17   |
| 1944/45 | 1D | 3  | 26 | 13 | 5  | 8  | 46 | 41 | 31 | 1/4 finał           |                                            |                       |                                                       |       | F. Campos 12   |
| 1945/46 | 1D | 7  | 26 | 10 | 6  | 10 | 50 | 48 | 26 | 1/4 finał           |                                            |                       |                                                       |       | Juncosa 10     |
| 1946/47 | 1D | 3  | 26 | 13 | 6  | 7  | 58 | 44 | 32 | 1/8 finał           |                                            |                       |                                                       |       | F. Campos 14   |
| 1947/48 | 1D | 3  | 26 | 13 | 7  | 6  | 73 | 45 | 33 | 1/4 finał           |                                            |                       |                                                       |       | Vidal 19       |
| 1948/49 | 1D | 4  | 26 | 15 | 4  | 7  | 54 | 32 | 34 | 1/4 finał           |                                            |                       | Marcel Domingo wygrał Trofeo Zamora                   |       | Escudero 17    |
| 1949/50 | 1D | 1  | 26 | 15 | 3  | 8  | 71 | 51 | 33 | 1/4 finał           |                                            |                       |                                                       |       | Mújica 12      |
| 1950/51 | 1D | 1  | 30 | 17 | 6  | 7  | 87 | 50 | 40 | 1/4 finał           |                                            |                       | Finał Superpucharu Hiszpanii                          |       | Escudero 19    |
| 1951/52 | 1D | 4  | 30 | 16 | 5  | 9  | 80 | 57 | 37 | 1/8 finał           |                                            |                       | Zwycięstwo w Superpucharze Hiszpanii                  |       | Juncosa 16     |
| 1952/53 | 1D | 8  | 30 | 13 | 4  | 13 | 65 | 70 | 30 | 1/2 finał           |                                            |                       |                                                       |       | Escudero 21    |
| 1953/54 | 1D | 9  | 30 | 11 | 7  | 12 | 57 | 47 | 29 | 1/8 finał           |                                            |                       |                                                       |       | Escudero 16    |
| 1954/55 | 1D | 8  | 30 | 11 | 7  | 12 | 59 | 64 | 29 | 1/8 finał           |                                            |                       |                                                       |       | Escudero 11    |
| 1955/56 | 1D | 5  | 30 | 14 | 5  | 11 | 75 | 49 | 33 | Finał               |                                            |                       |                                                       |       | Escudero 21    |
| 1956/57 | 1D | 5  | 30 | 15 | 4  | 11 | 65 | 54 | 34 | –                   |                                            |                       |                                                       |       | Peiró 13       |
| 1957/58 | 1D | 2  | 30 | 16 | 10 | 4  | 78 | 43 | 42 | 1/8 finał           |                                            |                       |                                                       |       | Peiró 17       |
| 1958/59 | 1D | 5  | 30 | 13 | 6  | 11 | 58 | 48 | 32 | 1/4 finał           | PE                                         | 1/2 finał             |                                                       |       | Vavá 16        |
| 1959/60 | 1D | 5  | 30 | 15 | 3  | 12 | 59 | 40 | 33 | Zwycięstwo          |                                            |                       |                                                       | 22    | Peiró 17       |
| 1960/61 | 1D | 2  | 30 | 17 | 6  | 7  | 57 | 35 | 40 | Zwycięstwo          |                                            |                       |                                                       | 32    | Peiró 12       |
| 1961/62 | 1D | 3  | 30 | 15 | 6  | 9  | 50 | 36 | 36 | 1/16 finał          | PZP                                        | Zwycięstwo            |                                                       | 10    | Jones 13       |
| 1962/63 | 1D | 2  | 30 | 14 | 9  | 7  | 61 | 36 | 37 | 1/4 finał           | PZP                                        | Finał                 |                                                       | 5     | Adelardo 10    |
| 1963/64 | 1D | 7  | 30 | 10 | 9  | 11 | 37 | 34 | 29 | Finał               | PMT                                        | 1/8 finał             |                                                       | 13    | Collar 7       |
| 1964/65 | 1D | 2  | 30 | 20 | 3  | 7  | 58 | 27 | 43 | Zwycięstwo          | PMT                                        | 1/2 finał             |                                                       | 7     | Aragonés 19    |
| 1965/66 | 1D | 1  | 30 | 18 | 8  | 4  | 54 | 20 | 44 | 1/4 finał           | PZP                                        | 1/4 finał             |                                                       | 2     | Aragonés 18    |
| 1966/67 | 1D | 4  | 30 | 14 | 7  | 9  | 57 | 30 | 35 | 1/4 finał           | PE                                         | 1/8 finał             |                                                       | 3     | Aragonés 11    |
| 1967/68 | 1D | 6  | 30 | 12 | 9  | 9  | 38 | 32 | 33 | 1/2 finał           | PMT                                        | 1/8 finał             |                                                       | 7     | Aragonés 16    |
| 1968/69 | 1D | 6  | 30 | 10 | 10 | 10 | 40 | 37 | 30 | 1/4 finał           | PMT                                        | 1/16 finał            | Gárate wygrał Trofeo Pichichi z 14 golami             | 2     | Gárate 14      |
| 1969/70 | 1D | 1  | 30 | 18 | 6  | 6  | 53 | 22 | 42 | 1/2 finał           |                                            |                       | Gárate i Aragonés wygrali Trofeo Pichichi z 16 golami | 13    | Aragonés 16    |
| 1970/71 | 1D | 3  | 30 | 17 | 8  | 5  | 51 | 20 | 42 | 1/2 finał           | PE                                         | 1/2 finał             | Gárate wygrał Trofeo Pichichi z 17 golami             | 15    | Gárate 17      |
| 1971/72 | 1D | 4  | 34 | 14 | 11 | 9  | 45 | 28 | 39 | Zwycięstwo          | PU                                         | 1/32 finał            |                                                       | 24    | Aragonés 11    |
| 1972/73 | 1D | 1  | 34 | 20 | 8  | 6  | 49 | 28 | 48 | 1/16 finał          | PZP                                        | 1/8 finał             |                                                       | 28    | Aragonés 16    |
| 1973/74 | 1D | 2  | 34 | 11 | 13 | 10 | 46 | 34 | 35 | 1/2 finał           | PE                                         | Finał                 |                                                       | 24    | Gárate 11      |
| 1974/75 | 1D | 6  | 34 | 11 | 13 | 10 | 46 | 34 | 35 | Finał               | PU                                         | 1/16 finał            | Zwycięstwo w Pucharze Interkontynentalnym             | 10    | Gárate 17      |
| 1975/76 | 1D | 3  | 34 | 18 | 6  | 10 | 60 | 38 | 42 | Zwycięstwo          | PZP                                        | 1/8 finał             |                                                       | 16    | Leivinha 18    |
| 1976/77 | 1D | 1  | 34 | 19 | 8  | 7  | 62 | 33 | 46 | 1/8 finał           | PZP                                        | 1/2 finał             | Miguel Reina wygrał Trofeo Zamora                     | 6     | Cano 20        |
| 1977/78 | 1D | 6  | 34 | 16 | 4  | 14 | 61 | 52 | 36 | 1/4 finał           | PE                                         | 1/4 finał             |                                                       | 7     | Cano 21        |
| 1978/79 | 1D | 3  | 34 | 14 | 13 | 7  | 55 | 37 | 41 | 1/32 finał          |                                            |                       |                                                       | 30    | Cano 19        |
| 1979/80 | 1D | 13 | 34 | 10 | 11 | 13 | 38 | 44 | 31 | 1/2 finał           | PU                                         | 1/32 finał            |                                                       | 48    | Cano 11        |
| 1980/81 | 1D | 3  | 34 | 16 | 10 | 8  | 46 | 39 | 42 | 1/8 finał           |                                            |                       |                                                       | 75    | Cano 10        |
| 1981/82 | 1D | 8  | 34 | 15 | 4  | 15 | 38 | 37 | 34 | 1/4 finał           | PU                                         | 1/32 finał            |                                                       | 87    | Sánchez 8      |
| 1982/83 | 1D | 3  | 34 | 20 | 6  | 8  | 56 | 38 | 46 | 1/32 finał          |                                            |                       |                                                       | 151   | Sánchez 15     |
| 1983/84 | 1D | 4  | 34 | 17 | 8  | 9  | 53 | 47 | 42 | 1/8 finał           | PU                                         | 1/8 finał             | Finał Pucharu Ligi hiszpańskiej                       | 91    | Sánchez 12     |
| 1984/85 | 1D | 2  | 34 | 16 | 11 | 7  | 51 | 28 | 43 | Zwycięstwo          | PU                                         | 1/32 finał            | Zwycięstwo w Superpucharze Hiszpanii                  | 94    | Sánchez 19     |
| 1984/85 | 1D | 2  | 34 | 16 | 11 | 7  | 51 | 28 | 43 | Zwycięstwo          | PU                                         | 1/32 finał            | Finał Pucharu Ligi hiszpańskiej                       | 94    | Sánchez 19     |
| 1984/85 | 1D | 2  | 34 | 16 | 11 | 7  | 51 | 28 | 43 | Zwycięstwo          | PU                                         | 1/32 finał            | Sánchez wygrał Trofeo Pichichi z 19 golami            | 94    | Sánchez 19     |
| 1985/86 | 1D | 5  | 34 | 17 | 8  | 9  | 53 | 38 | 42 | 1/4 finał           | PZP                                        | Finał                 |                                                       | 43    | Da Silva 13    |
| 1986/87 | 1D | 7  | 34 | 13 | 9  | 12 | 37 | 40 | 35 | Finał               | PU                                         | 1/16 finał            |                                                       | 45    | Salinas 15     |
| 1987/88 | 1D | 3  | 38 | 19 | 10 | 9  | 60 | 38 | 48 | 1/4 finał           |                                            |                       |                                                       | 45    | Salinas 16     |
| 1988/89 | 1D | 4  | 38 | 19 | 8  | 11 | 69 | 45 | 46 | 1/2 finał           | PU                                         | 1/32 finał            | Baltazar wygrał Trofeo Pichichi z 35 golami           | 41    | Baltazar 35    |
| 1989/90 | 1D | 4  | 38 | 20 | 10 | 8  | 55 | 35 | 50 | 1/8 finał           | PU                                         | 1/32 finał            |                                                       | 26    | Baltazar 18    |
| 1990/91 | 1D | 2  | 38 | 17 | 13 | 8  | 52 | 28 | 47 | Zwycięstwo          | PU                                         | 1/32 finał            | Abel Resino wygrał Trofeo Zamora                      | 39    | Manolo 16      |
| 1991/92 | 1D | 3  | 38 | 24 | 5  | 9  | 67 | 35 | 53 | Zwycięstwo          | PZP                                        | 1/4 finał             | Finał Superpucharu Hiszpanii                          | 26    | Manolo 27      |
| 1991/92 | 1D | 3  | 38 | 24 | 5  | 9  | 67 | 35 | 53 | Zwycięstwo          | PZP                                        | 1/4 finał             | Manolo wygrał Trofeo Pichichi z 27 golami             | 26    | Manolo 27      |
| 1992/93 | 1D | 6  | 38 | 16 | 11 | 11 | 52 | 42 | 43 | 1/8 finał           | PZP                                        | 1/2 finał             | Finał Superpucharu Hiszpanii                          | 8     | García 17      |
| 1993/94 | 1D | 12 | 38 | 13 | 9  | 16 | 54 | 54 | 35 | 1/8 finał           | PU                                         | 1/16 finał            |                                                       | 11    | García 11      |
| 1994/95 | 1D | 14 | 38 | 13 | 9  | 16 | 56 | 54 | 35 | 1/4 finał           |                                            |                       |                                                       | 19    | Kiko 9         |
| 1995/96 | 1D | 1  | 42 | 26 | 9  | 7  | 75 | 32 | 87 | Zwycięstwo          |                                            |                       | Pierwszy dublet w historii klubu                      | 31    | Penew 16       |
| 1995/96 | 1D | 1  | 42 | 26 | 9  | 7  | 75 | 32 | 87 | Zwycięstwo          | José Francisco Molina wygrał Trofeo Zamora |                       |                                                       | 31    | Penew 16       |
| 1996/97 | 1D | 5  | 42 | 20 | 11 | 11 | 76 | 64 | 71 | 1/4 finał           | LM                                         | 1/4 finał             | Finał Superpucharu Hiszpanii                          | 33    | Esnáider 16    |
| 1997/98 | 1D | 7  | 38 | 16 | 12 | 10 | 79 | 56 | 60 | 1/8 finał           | PU                                         | 1/2 finał             | Vieri wygrał Trofeo Pichichi z 24 golami              | 35    | Vieri 24       |
| 1998/99 | 1D | 13 | 38 | 12 | 10 | 16 | 54 | 50 | 46 | Finał               | PU                                         | 1/2 finał             |                                                       | 12    | Mari 9         |
| 1999/00 | 1D | 19 | 38 | 9  | 11 | 18 | 48 | 64 | 38 | Finał               | PU                                         | 1/8 finał             | Spadek do Segunda División                            | 7     | Hasselbaink 24 |
| 2000/01 | 2D | 4  | 42 | 21 | 11 | 10 | 59 | 39 | 74 | 1/2 finał           |                                            |                       |                                                       | 9     | Salva 21       |
| 2001/02 | 2D | 1  | 42 | 23 | 10 | 9  | 68 | 44 | 79 | 1/32 finał          |                                            |                       | Awans do Primera División                             | 18    | Alonso 22      |
| 2002/03 | 1D | 11 | 38 | 12 | 11 | 15 | 51 | 56 | 47 | 1/4 finał           |                                            |                       |                                                       | 27    | Torres 13      |
| 2003/04 | 1D | 7  | 38 | 15 | 10 | 13 | 51 | 53 | 55 | 1/4 finał           |                                            |                       |                                                       | -     | Torres 19      |
| 2004/05 | 1D | 11 | 38 | 13 | 11 | 14 | 40 | 34 | 50 | 1/2 finał           |                                            |                       |                                                       | -     | Torres 16      |
| 2005/06 | 1D | 10 | 38 | 13 | 13 | 12 | 45 | 37 | 52 | 1/8 finał           |                                            |                       |                                                       | -     | Torres 13      |
| 2006/07 | 1D | 7  | 38 | 17 | 9  | 12 | 46 | 39 | 60 | 1/8 finał           |                                            |                       |                                                       | -     | Torres 14      |
| 2007/08 | 1D | 4  | 38 | 19 | 7  | 12 | 66 | 47 | 64 | 1/8 finał           | PU                                         | 1/16 finał            |                                                       | 67    | Agüero 19      |
| 2008/09 | 1D | 4  | 38 | 20 | 7  | 11 | 80 | 57 | 67 | 1/8 finał           | LM                                         | 1/8 finał             | Forlán wygrał Pichichi i Złoty But z 32 golami        | 45    | Forlán 32      |
| 2009/10 | 1D | 9  | 38 | 13 | 8  | 17 | 57 | 61 | 47 | Finał               | LM                                         | F. grupowa            |                                                       | 23    | Forlán 18      |
| 2009/10 | 1D | 9  | 38 | 13 | 8  | 17 | 57 | 61 | 47 | Finał               | LE                                         | Zwycięstwo            |                                                       | 23    | Forlán 18      |
| 2010/11 | 1D | 7  | 38 | 17 | 7  | 14 | 62 | 53 | 58 | 1/4 finał           | LE                                         | F. grupowa            | Zwycięstwo w Superpucharze Europy                     | 23    | Agüero 20      |
| 2011/12 | 1D | 5  | 38 | 15 | 11 | 12 | 53 | 46 | 56 | 1/16 finał          | LE                                         | Zwycięstwo            | 12 zwycięstw z rzędu w Europie                        | 8     | Falcao 24      |
| 2012/13 | 1D | 3  | 38 | 23 | 7  | 8  | 65 | 31 | 76 | Zwycięstwo          | LE                                         | 1/16 finał            | Zwycięstwo w Superpucharze Europy                     | 11    | Falcao 28      |
| 2012/13 | 1D | 3  | 38 | 23 | 7  | 8  | 65 | 31 | 76 | Zwycięstwo          | LE                                         | 1/16 finał            | Thibaut Courtois wygrał Trofeo Zamora                 | 11    | Falcao 28      |
| 2013/14 | 1D | 1  | 38 | 28 | 6  | 4  | 77 | 26 | 90 | 1/2 finał           | LM                                         | Finał                 | Finał Superpucharu Hiszpanii                          | 7     | Costa 27       |
| 2013/14 | 1D | 1  | 38 | 28 | 6  | 4  | 77 | 26 | 90 | 1/2 finał           | LM                                         | Finał                 | Thibaut Courtois wygrał Trofeo Zamora                 | 7     | Costa 27       |
| 2014/15 | 1D | 3  | 38 | 23 | 9  | 6  | 67 | 29 | 78 | 1/4 finał           | LM                                         | 1/4 finał             | Zwycięstwo w Superpucharze Hiszpanii                  | 5     | Griezmann 22   |
| 2015/16 | 1D | 3  | 38 | 28 | 4  | 6  | 63 | 18 | 88 | 1/4 finał           | LM                                         | Finał                 | Jan Oblak wygrał Trofeo Zamora                        | 4     | Griezmann 22   |
| 2016/17 | 1D | 3  | 38 | 23 | 9  | 6  | 70 | 27 | 78 | 1/2 finał           | LM                                         | 1/2 finał             |                                                       |       | Griezmann 16   |
| 2017/18 | 1D | 2  | 38 | 23 | 10 | 5  | 58 | 22 | 79 | 1/4 finał           | LM LE                                      | F. grupowa Zwycięstwo |                                                       |       | Griezmann 19   |
| 2018/19 | 1D | 2  | 38 | 22 | 10 | 6  | 55 | 29 | 76 | 1/8 finał           | LM                                         | 1/8 finał             |                                                       |       | Griezmann 15   |
| 2019/20 | 1D | 3  | 38 | 18 | 16 | 4  | 51 | 27 | 70 | 1/16 finał          | LM                                         | 1/4 finał             |                                                       |       | Morata 12      |
| 2020/21 | 1D | 1  | 38 | 26 | 8  | 4  | 67 | 25 | 86 | 1/32 finał          | LM                                         | 1/8 finał             |                                                       |       | Suárez 21      |
| 2021/22 | 1D | 3  | 38 | 21 | 8  | 9  | 65 | 43 | 71 | 1/8 finał           | LM                                         | 1/4 finał             |                                                       |       | Correa 12      |
| 2022/23 | 1D | 3  | 38 | 23 | 8  | 7  | 70 | 33 | 77 | 1/4 finał           | LM                                         | F. grupowa            |                                                       |       | Griezmann 15   |
| 2023/24 | 1D | 4  | 38 | 24 | 4  | 10 | 70 | 43 | 76 | 1/2 finał           | LM                                         | 1/4 finał             |                                                       |       | Griezmann 16   |

## Trenerzy klubu

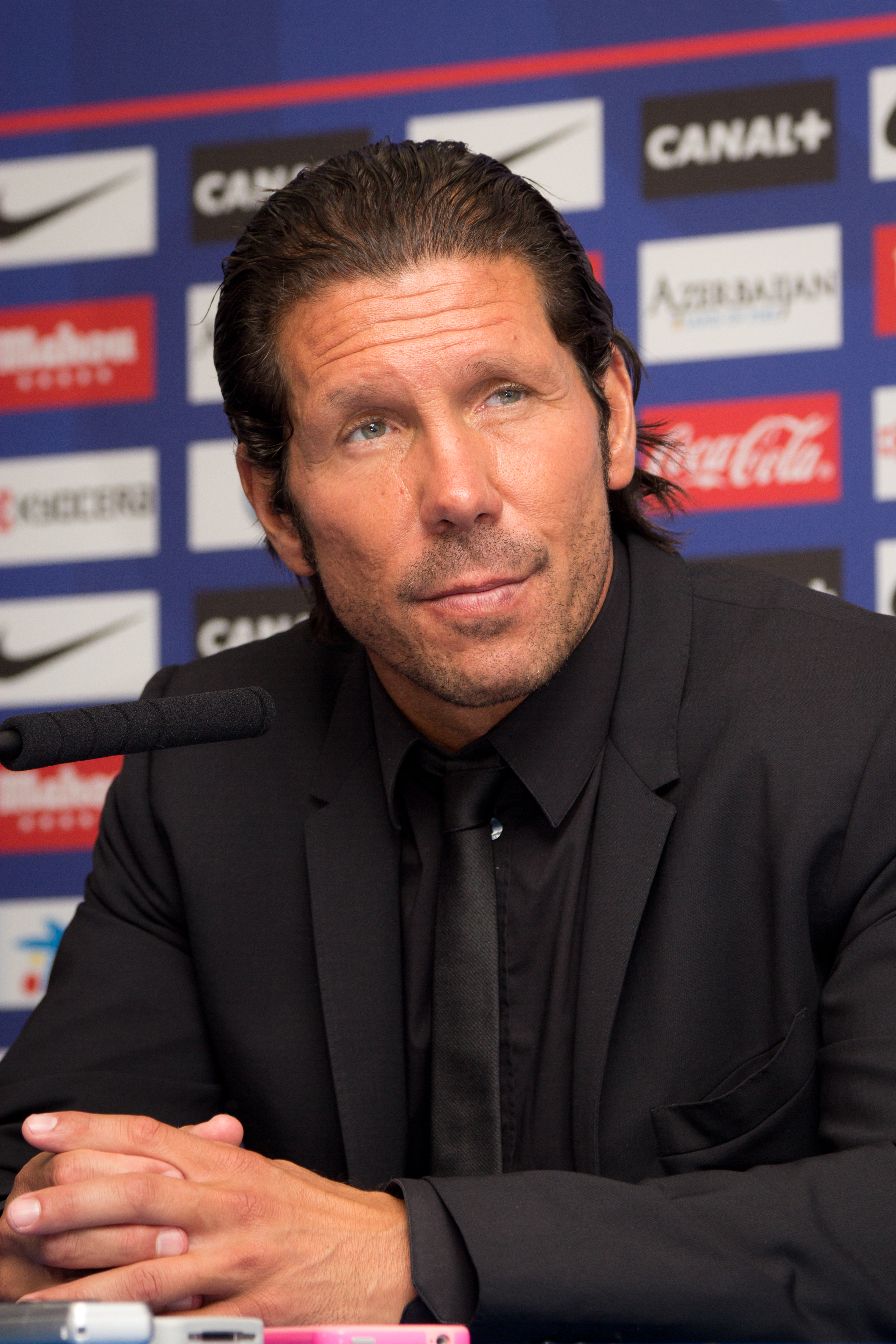
Diego Simeone – obecny trener klubu

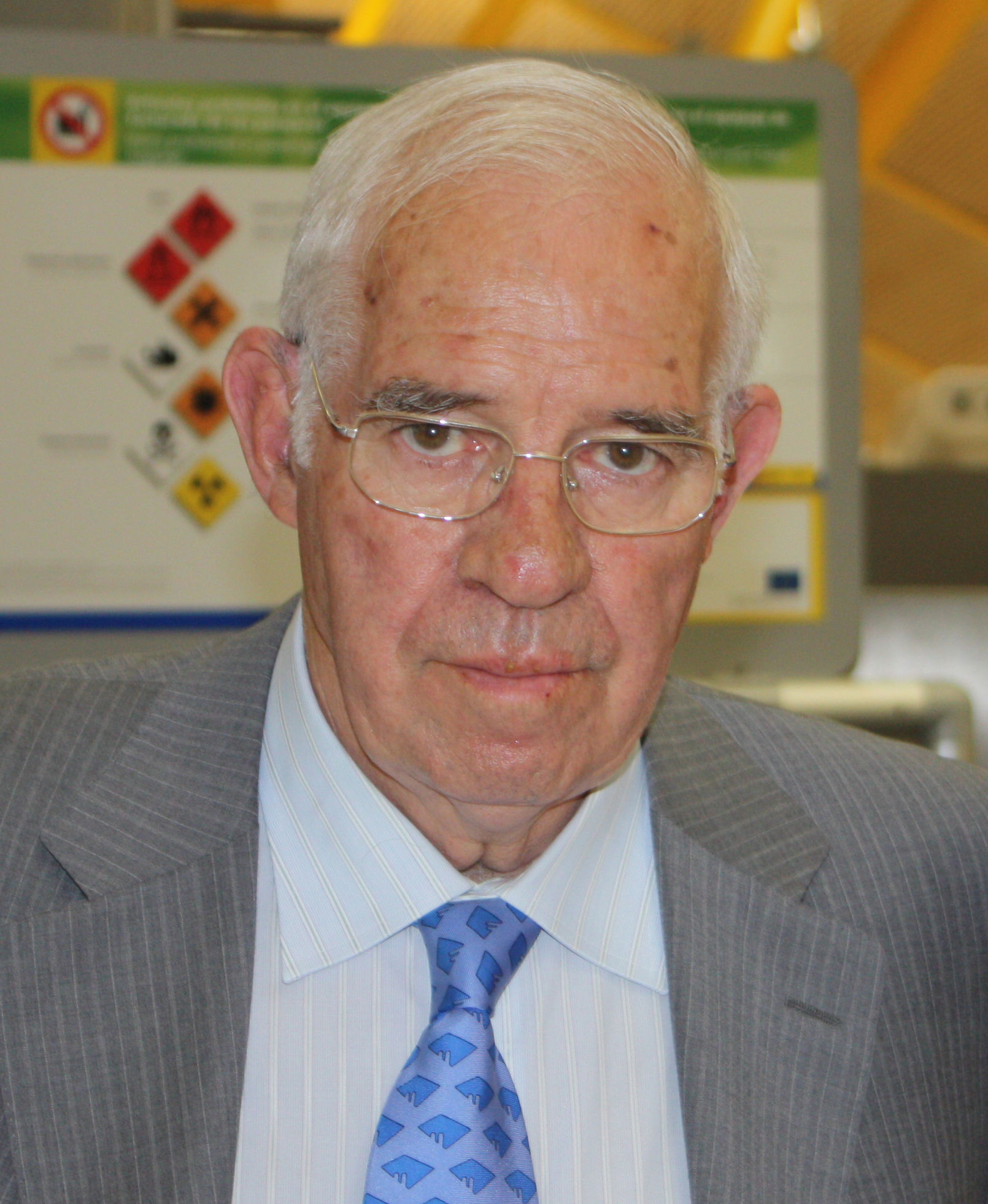
Luis Aragonés – trener klubu w latach 1974–78, 1978, 1979–80, 1982–86, 1987, 1991–93 i 2001–03

| Lp. | Imię i nazwisko        | Okres urzędowania | Okres urzędowania |
| --- | ---------------------- | ----------------- | ----------------- |
| 1.  | Frederick Pentland     | 1928              | 1929              |
| 2.  | Ángel Romo             | 1929              | 1930              |
| 3.  | Rudolf Jeny            | 1930              | 1933              |
| 4.  | Frederick Pentland     | 1933              | 1936              |
| 5.  | Martín Marculeta       | 1936              | 1936              |
| 6.  | Josep Samitier         | 1936              | 1936              |
| 7.  | Ricardo Zamora         | 1939              | 1940              |
| 8.  | Ramón Lafuente         | 1940              | 1940              |
| 9.  | Ricardo Zamora         | 1940              | 1946              |
| 10. | Emilio Vidal           | 1946              | 1948              |
| 11. | Lino Taioli            | 1948              | 1949              |
| 12. | Helenio Herrera        | 1949              | 1953              |
| 13. | Ramón Colón            | 1953              | 1953              |
| 14. | Benito Díaz            | 1953              | 1954              |
| 15. | Jacinto Quincoces      | 1954              | 1955              |
| 16. | Antonio Barrios        | 1955              | 1957              |
| 17. | Ferdinand Daučík       | 1957              | 1960              |
| 18. | José Villalonga        | 1960              | 1962              |
| 19. | Rafael García Tinte    | 1961              | 1963              |
| 20. | Adrian Escudero        | 1963              | 1963              |
| 21. | Sabino Barinaga        | 1963              | 1964              |
| 22. | Otto Bumbel            | 1964              | 1965              |
| 23. | Domènec Balmanya       | 1965              | 1966              |
| 24. | Otto Glória            | 1966              | 1968              |
| 25. | Miguel                 | 1968              | 1969              |
| 26. | Marcel Domingo         | 1969              | 1971              |
| 27. | Max Merkel             | 1972              | 1973              |
| 28. | Juan Carlos Lorenzo    | 1973              | 1974              |
| 29. | Luis Aragonés          | 1974              | 1978              |
| 30. | Héctor Núñez           | 1978              | 1978              |
| 31. | Luis Aragonés          | 1978              | 1978              |
| 32. | Ferenc Szusza          | 1978              | 1979              |
| 33. | Luis Aragonés          | 1979              | 1980              |
| 34. | Martínez Jayo          | 1980              | 1980              |
| 35. | Marcel Domingo         | 1980              | 1980              |
| 36. | José Luis García Traid | 1980              | 1981              |
| 37. | Luis Cid Carriega      | 1981              | 1981              |
| 38. | José Luis García Traid | 1981              | 1982              |
| 39. | Luis Aragonés          | 1982              | 1986              |
| 40. | Vicente Miera          | 1986              | 1986              |
| 41. | Martínez Jayo          | 1986              | 1987              |
| 42. | Luis Aragonés          | 1987              | 1987              |
| 43. | César Luis Menotti     | 1987              | 1988              |

| Lp. | Imię i nazwisko       | Okres urzędowania | Okres urzędowania |
| --- | --------------------- | ----------------- | ----------------- |
| 44. | José Armando Ufarte   | 1988              | 1988              |
| 45. | Antonio Briones       | 1988              | 1988              |
| 46. | José María Maguregui  | 1988              | 1988              |
| 47. | Antonio Briones       | 1988              | 1988              |
| 48. | Ron Atkinson          | 1988              | 1989              |
| 49. | Collin Addison        | 1989              | 1989              |
| 50. | Antonio Briones       | 1989              | 1989              |
| 51. | Javier Clemente       | 1989              | 1990              |
| 52. | Antonio Briones       | 1990              | 1990              |
| 53. | Joaquín Peiró         | 1990              | 1990              |
| 54. | Tomislav Ivić         | 1990              | 1991              |
| 55. | Luis Aragonés         | 1991              | 1993              |
| 56. | Ramón Heredia         | 1993              | 1993              |
| 57. | Jair Pereira          | 1993              | 1993              |
| 58. | Ramón Heredia         | 1993              | 1993              |
| 59. | Emilio Cruz           | 1993              | 1993              |
| 60. | José Luis Romero      | 1993              | 1994              |
| 61. | Santos Ovejero        | 1994              | 1994              |
| 62. | Jorge D’Alessandro    | 1994              | 1994              |
| 63. | Francisco Maturana    | 1994              | 1994              |
| 64. | Jorge D’Alessandro    | 1994              | 1995              |
| 65. | Alfio Basile          | 1995              | 1995              |
| 66. | Carlos Sánchez Aguiar | 1995              | 1995              |
| 67. | Radomir Antić         | 1995              | 1998              |
| 68. | Arrigo Sacchi         | 1998              | 1999              |
| 69. | Carlos Sánchez Aguiar | 1999              | 1999              |
| 70. | Radomir Antić         | 1999              | 1999              |
| 71. | Claudio Ranieri       | 1999              | 2000              |
| 72. | Radomir Antić         | 2000              | 2000              |
| 73. | Fernando Zambrano     | 2000              | 2001              |
| 74. | Marcos Alonso Peña    | 2001              | 2001              |
| 75. | García Cantarero      | 2001              | 2001              |
| 76. | Luis Aragonés         | 2001              | 2003              |
| 77. | Gregorio Manzano      | 2003              | 2004              |
| 78. | César Ferrando        | 2004              | 2005              |
| 79. | Carlos Bianchi        | 2005              | 2005              |
| 80. | Pepe Murcia           | 2005              | 2006              |
| 81. | Javier Aguirre        | 2006              | 2009              |
| 82. | Abel Resino           | 2009              | 2009              |
| 83. | Quique Flores         | 2009              | 2011              |
| 84. | Gregorio Manzano      | 2011              | 2011              |
| 85. | Diego Simeone         | 2011              | urzęduje          |

## Prezesi klubu
Chronologiczny spis prezesów Atlético Madryt od czasu istnienia klubu.

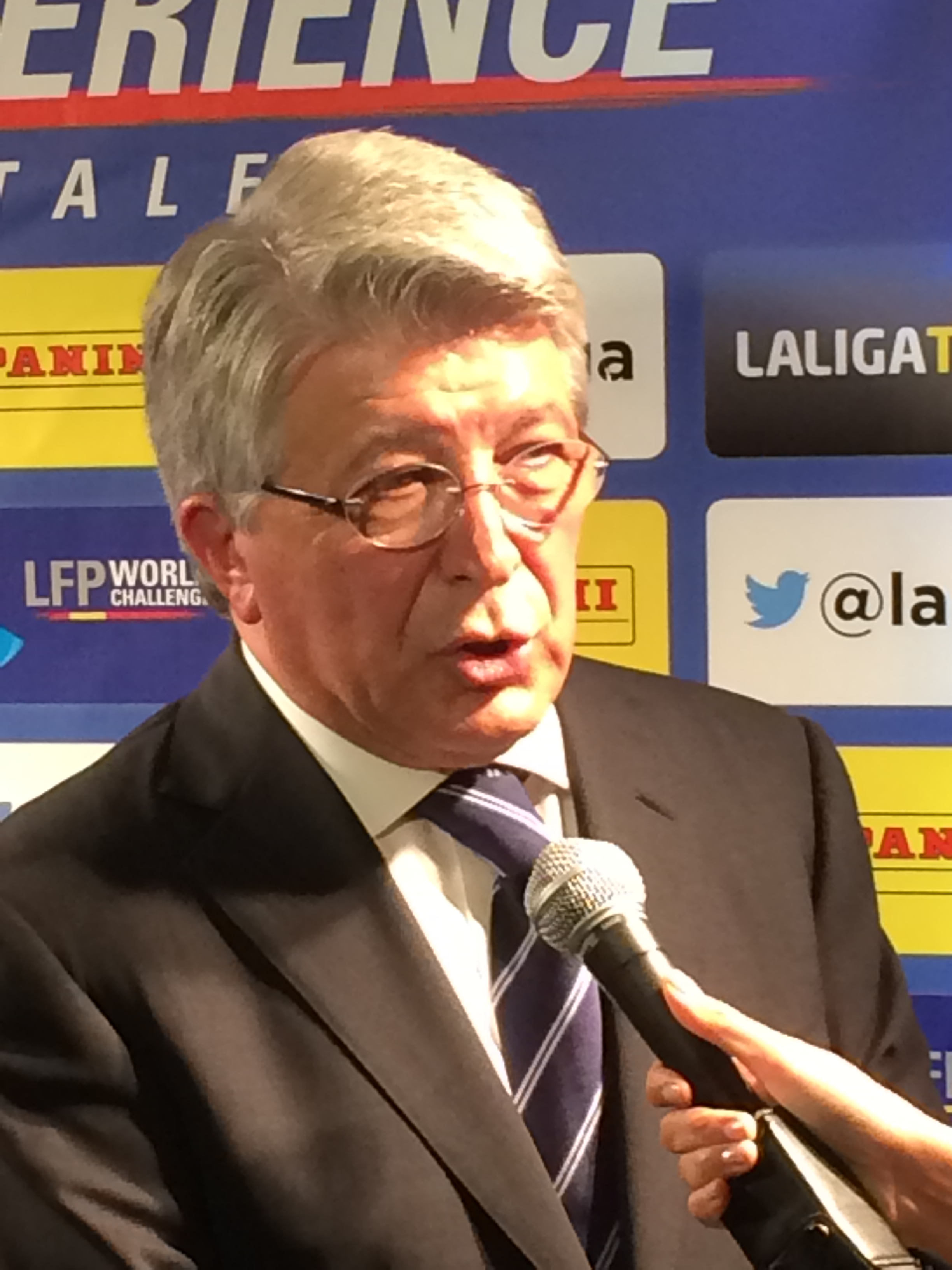
Enrique Cerezo – obecny prezydent klubu

| Lp. | Imię i nazwisko      | Okres urzędowania | Okres urzędowania |
| --- | -------------------- | ----------------- | ----------------- |
| 1.  | Enrique Allende      | 1903              | 1903              |
| 2.  | Eduardo de Acha      | 1903              | 1907              |
| 3.  | Ricardo de Gondra    | 1907              | 1909              |
| 4.  | Ramón de Cárdenas    | 1909              | 1912              |
| 5.  | Julián Ruete         | 1912              | 1919              |
| 6.  | Álvaro de Aguilar    | 1919              | 1920              |
| 7.  | Julián Ruete         | 1920              | 1923              |
| 8.  | Juan de Estefanía    | 1923              | 1926              |
| 9.  | Luciano Urquijo      | 1926              | 1931              |
| 10. | Rafael González      | 1931              | 1935              |
| 11. | José L. del Valle    | 1935              | 1936              |
| 12. | José María Fernández | 1936              | 1939              |
| 13. | Francisco Vives      | 1939              | 1939              |
| 14. | Luis Navarro         | 1939              | 1941              |
| 15. | Manuel Gallego       | 1941              | 1945              |

| Lp. | Imię i nazwisko       | Okres urzędowania | Okres urzędowania |
| --- | --------------------- | ----------------- | ----------------- |
| 16. | Juan Touzón           | 1946              | 1947              |
| 17. | Cesáreo Galindez      | 1947              | 1952              |
| 18. | Marqués de la Florida | 1952              | 1955              |
| 19. | Juan Suevos           | 1955              | 1955              |
| 20. | Javier Barroso        | 1955              | 1964              |
| 21. | Vicente Calderón      | 1964              | 1980              |
| 22. | Ricardo Irezábal      | 1980              | 1980              |
| 23. | Alfonso Cabeza        | 1980              | 1982              |
| 24. | Antonio del Hoyo      | 1982              | 1982              |
| 25. | Agustín Cotorruelo    | 1982              | 1982              |
| 26. | Vicente Calderón      | 1982              | 1987              |
| 27. | Francisco Castedo     | 1987              | 1987              |
| 28. | Jesús Gil             | 1987              | 2003              |
| 29. | Enrique Cerezo        | 2003              | urzęduje          |

### Obecne władze
Obecne władze drużyny Atlético Madryt:
| Rola                                | Imię i nazwisko |
| ----------------------------------- | --- |
| Prezes                              | Enrique Cerezo Torres |
| Generalny Menedżer                  | Miguel Ángel Gil Marín |
| Sekretarz                           | Pablo Jiménez de Parga Maseda |
| Dyrektor ds. sportowych             | Jesús García Pitarch |
| Dyrektor ds. public relations       | Emilio Gutíerrez |
| Dyrektor ds. finansów               | Mario Aragón |
| Dyrektor ds. marketingu i sprzedaży | Guillermo Moraleda |
| Członkowie Rady                     | Jesús Gil Marín Óscar Gil Marín Myriam Gil Marín Severiano Gil y Gil Miguel Pérez Cano Lázaro Albarracín Martínez Fernando García Abásolo Antonio Alonso Sanz Manuel Herrero Porta Mario Rodríguez Valderas |

## Stadion

### Stadiony przed Vicente Calderón
Stadiony na których Atlético rozgrywało mecze domowe:
- Tiro del Pichón (1903–1913)
- Campo de O’Donnell (1913–1923)
- Estadio Metropolitano de Madrid (1923–1936, 1943–1966)
- Campo de Fútbol de Vallecas (1939–1943)

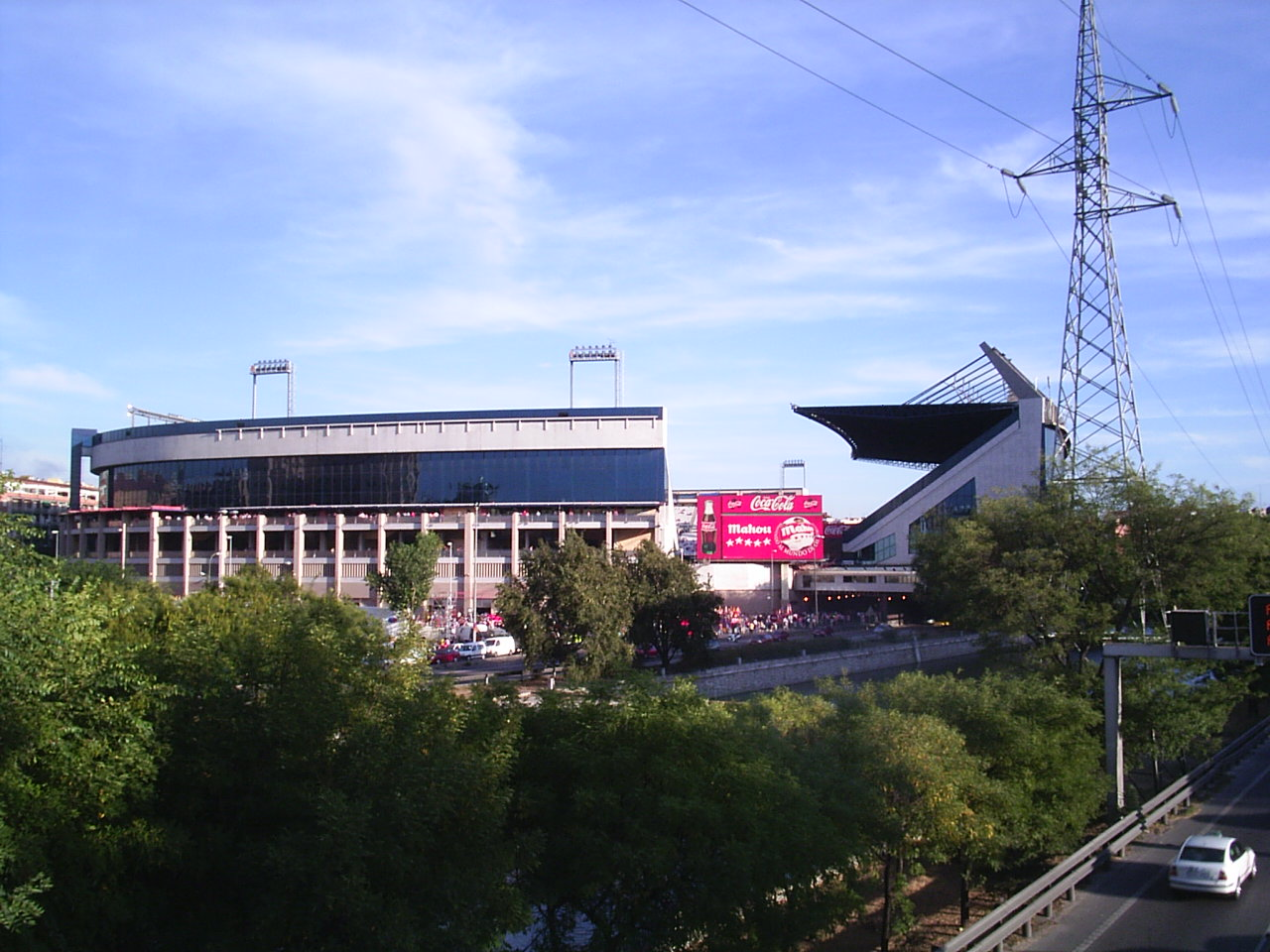
Estadio Vicente Calderón

### Estadio Vicente Calderón (od 1966)
Do 15 września 2017 roku domowe mecze zespół Atlético rozgrywał na stadionie Estadio Vicente Calderón (od 1966 roku), nazwanego od imienia prezydenta klubu, Vicente Calderóna. Do 14 lipca 1971 znany był jako Estadio Manzanares od rzeki Manzanares, nad którą góruje. Podczas Mistrzostw Świata w 1982 roku jego pojemność wynosiła 65 695 miejsc dla kibiców, a obecnie liczy 54 851 widzów. Stadion zajmuje 112. miejsce w rankingu największych stadionów piłkarskich świata. W 2003 roku UEFA przyznała stadionowi 5 gwiazdek w swojej klasyfikacji stadionów. Obiekt składa się z czterech trybun, jednak tylko główna trybuna jest zadaszona. Pod nią też znajdują się szatnie oraz inne pomieszczenia użytkowe. Dodatkowo pod nią przebiega autostrada M-30.

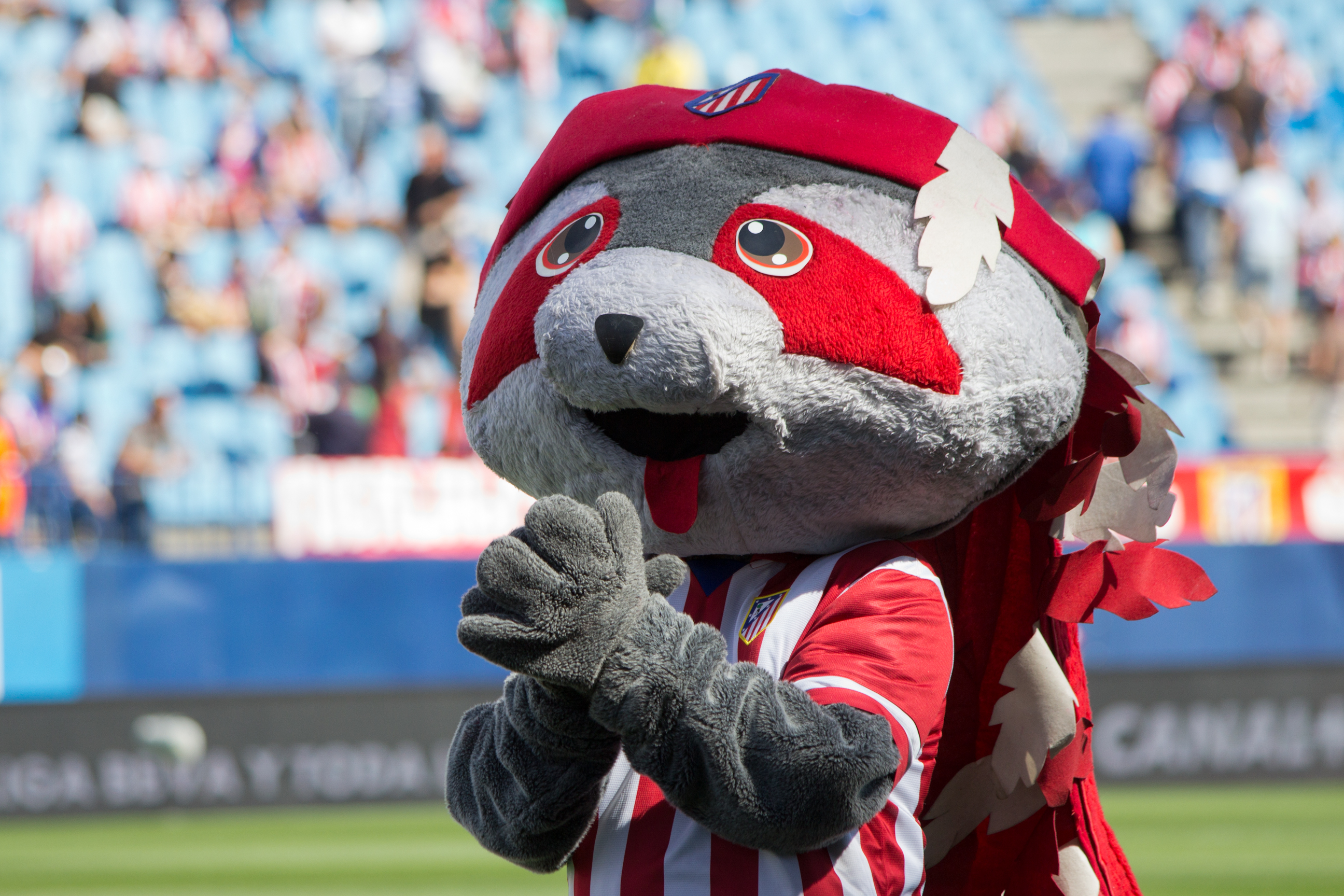
Indi – maskotka klubu

W lipcu 2007 roku władze Atlético podpisały porozumienie z władzami Madrytu o sprzedaży ziemi, na którym wybudowany jest Estadio Vicente Calderón, a drużyna 16 września 2017 roku rozegrała pierwszy mecz na nowym Stadionie Wanda Metropolitano.

## Kibice

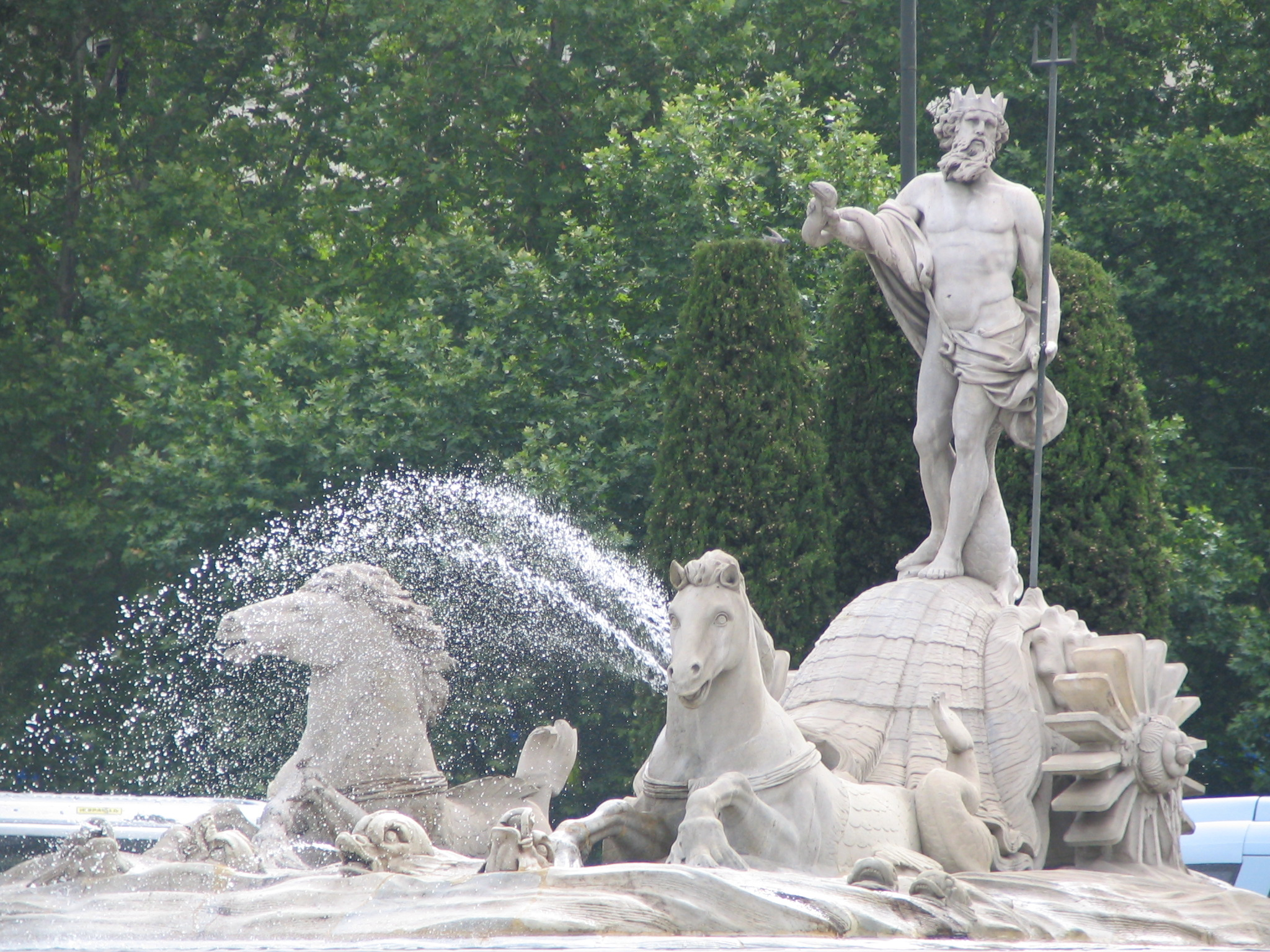
Fontanna Neptuna w Madrycie

W Madrycie kibice podzieleni są pomiędzy Real i Atlético. Największą zorganizowaną grupą na Estadio Vicente Calderón jest, powstała w 1982 roku, Frente Atlético, która odpowiada za oprawy stadionowe i uznawana jest za grupę prawicową. Liczy obecnie około 1500 członków. Największymi rywalami kibiców Atlético są fani Realu, Barcelony oraz Athletic Bilbao. Przyjaźnią się za to z kibicami polskiego Ruchu Chorzów, wspierając się wzajemnie na meczach w Polsce i Hiszpanii. Tradycyjnie kibice Atlético świętują sukcesy pod Fuente de Neptuno – Fontanną Neptuna w Madrycie. Maskotką klubu jest Indi – szop ubrany w strój sportowy Atlético z indiańskim pióropuszem na głowie.

## Stroje
Obecne stroje drużyny Atlético, to koszulki w czerwono-białe pasy, noszone podczas meczów domowych, a także czarne koszulki podczas spotkań wyjazdowych. Od 2001 roku stroje wyrabia firma Nike. Głównym sponsorem na koszulkach jest południowokoreański producent samochodów Kia Motors. Na strojach widnieją także loga kanału telewizyjnego AXN oraz japońskiego producenta sprzętu elektronicznego Kyocery. Przed Kia Motors zespół Atlético był sponsorowany przez amerykańską wytwórnię filmową Columbia Pictures. Gdy na ekrany kin wchodził film wyprodukowany przez Columbia Pictures, na koszulkach Atlético pojawiała się jego reklama.

### Sponsorzy techniczni
- 1985–1998: Puma
- 1998–2001: Reebok
- 2001–dziś: Nike

### Sponsorzy logistyczni

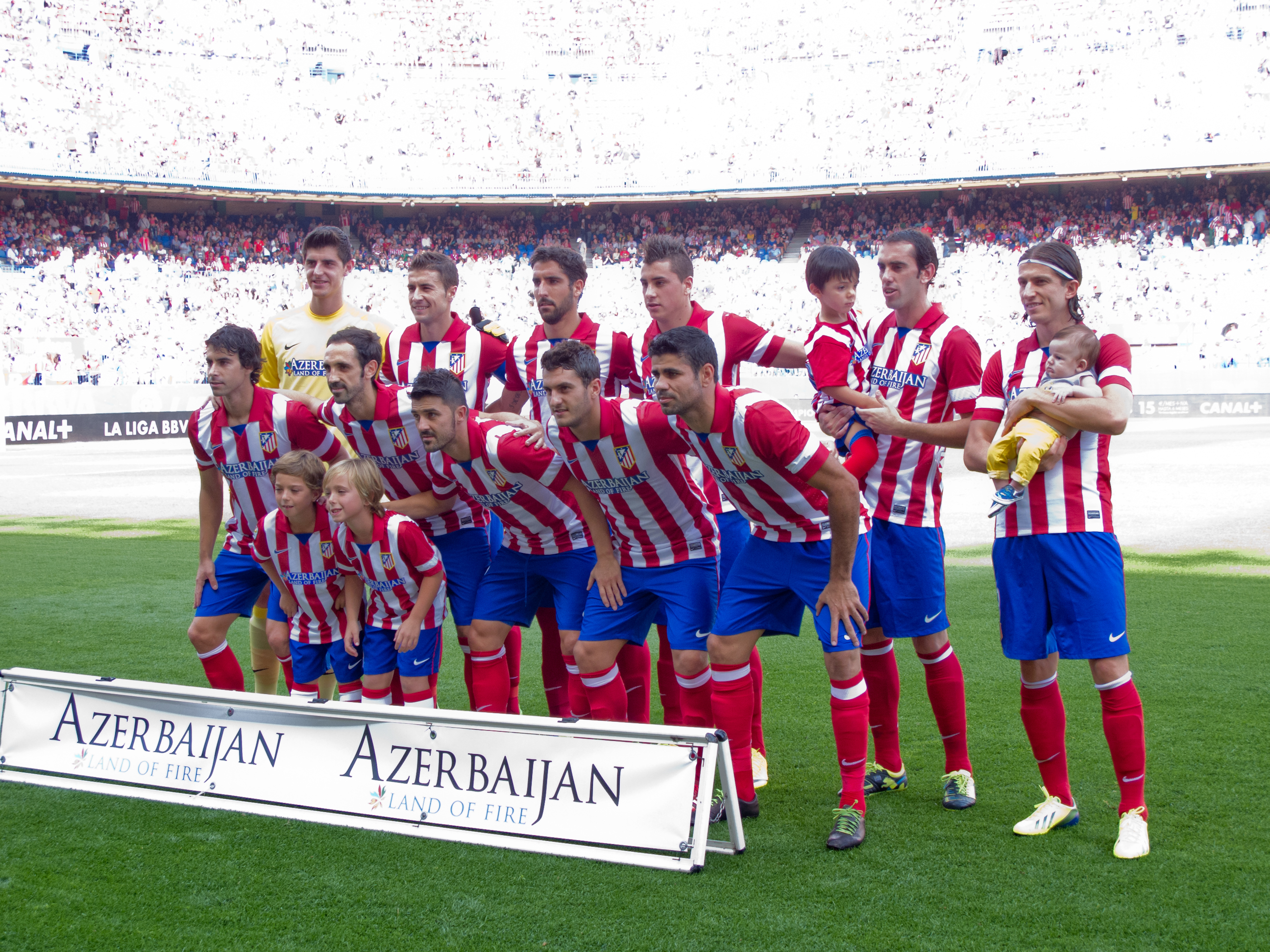
Gracze Atlético z reklamą „Azerbaijan Land of Fire”

- 2024–: InPost[146]

### Główni sponsorzy
- 1989–1990: Mita
- 1990–1993, 1994–1996, 1997–1999: Biuro Turystyczne Marbella, gdy Jesús Gil pełnił funkcję burmistrza miasta Marbella
- 1993–94: Antena 3
- 1996–97: Bandai/Tamagotchi
- 1999–2000: brak sponsora
- 2000–03: Idea
- 2003–05: Columbia Pictures (filmy reklamowane na koszulkach: Czarownica, Wydział Zabójstw Hollywood, S.W.A.T. Jednostka Specjalna, Duża ryba, Hellboy, Trudne słówka, Resident Evil 2: Apokalipsa, Hitch: Najlepszy doradca przeciętnego faceta, xXx oraz Spider-Man 2)
- 2005–2011: KIA
- 2012–2015: Azerbejdżan
- 2015–2022: Plus500
- 2022–: WhaleFin

## Hymn
Atleti, Atleti, Atlético de Madrid,

Atleti, Atleti, Atlético de Madrid,

Jugando, ganando, peleas como el mejor,

porque siempre la afición,

se estremece con pasión,

cuando quedas entre todos campeón,

y se ve frente al balón,

un equipo de verdad,

que esta tarde también peleará.

Yo me voy al Manzanares,

al estadio Vicente Calderón,

donde acuden a millares,

los que gustan del fútbol de emoción

Porque luchan como hermanos,

defendiendo su colores,

en un juego noble y sano,

derrochando coraje y corazón.

Atleti, Atleti, Atlético de Madrid...

## Logo

Herb miasta Madryt zawarty w logo Atlético

Pierwsze logo klubowe, powstałe w 1903 roku, składało się z flagi położonej w pozycji horyzontalnej, będącej w biało-niebieskie paski, symbolizujące ówczesne barwy klubowe. Flaga ta owijała piłkę.
Podczas prezydentury Juliána Ruete logo klubu przyjęło obecny wygląd: niedźwiedź oraz drzewo poziomkowe (madroño) symbolizujące herb Madrytu, obramowane przez niebieski trójkąt zawierający siedem gwiazd Wielkiej Niedźwiedzicy. Logo zawiera także czerwone i białe paski symbolizujące barwy klubowe, które znajdują się pod trójkątem.
W latach 1939–1947, gdy klub znany był pod nazwą Atlético de Aviación, do logo klubu dodano skrzydła reprezentujące siły powietrzne Hiszpanii. W 1947 roku klub powrócił do wyglądu logo, które obowiązuje do dziś.

## Inne sekcje sportowe i drużyny powiązane
- Piłka ręczna:  Osobny artykuł: Atlético Madryt (piłka ręczna).
- Piłka nożna kobiet:  Osobny artykuł: Atlético Madrid Féminas.
- Koszykówka:  Osobny artykuł: CB Collado Villalba.
- Rugby union:  Osobny artykuł: CRC Madrid.
- Piłka nożna w Indiach:  Osobny artykuł: Atlético de Kolkata.
- Siatkówka:  Osobny artykuł: Atlético Madryt (siatkówka).
- Superleague Formula:  Osobny artykuł: Atlético Madryt (zespół Superleague Formula).

### Rezerwy
Drużyna Atlético Madrid B gra obecnie w Segunda División B, a Atlético Madrid C w Tercera División w grupie 7.
Rezerwy klubu zagrały w sezonie 2013/14 w Młodzieżowej Lidze Mistrzów, gdzie doszły do 1/8 finału.
W sezonie 2014/2015 rezerwy doszły do ćwierćfinału, gdzie przegrały 2:0 z Chelsea F.C..